# Dél-Korea az 1992. évi nyári olimpiai játékokon
Dél-Korea a spanyolországi Barcelonában megrendezett 1992. évi nyári olimpiai játékok egyik részt vevő nemzete volt. Az országot az olimpián 24 sportágban 226 sportoló képviselte, akik összesen 29 érmet szereztek.

## Érmesek
| Érem  | Versenyző | Sportág       | Versenyszám              |
| ----- | --- | ------------- | ------------------------ |
| Arany | Hvang Jongdzso (Hwang Yeong-jo) | Atlétika      | Férfi maraton            |
| Arany | An Hanbong (An Han-Bong) | Birkózás      | Férfi kötöttfogás, 57 kg |
| Arany | Pak Csangszun (Park Jang-sun) | Birkózás      | Férfi szabadfogás, 74 kg |
| Arany | Kim Midzsong (Kim Mi-jeong) | Cselgáncs     | Női félnehézsúly         |
| Arany | Cso Jundzsong (Jo Yunjeong) | Íjászat       | Női egyéni               |
| Arany | I Ungjong (Lee Eun-Gyeong) Cso Jundzsong (Jo Yunjeong) Kim Szunjong (Kim Su-nyeong) | Íjászat       | Női csapat               |
| Arany | Nemzeti válogatott Csha Dzsegjong (Cha Jae-gyeong) Hong Dzsongho (Hong Jeong-ho) Csang Nira (Jang Ri-Ra) Kim Hvaszuk (Kim Hwa-Suk) I Hojon (Lee Ho-Yeon) I Mijong (Lee Mi-yeong) Im Ogjong (Lim O-Gyeong) Min Hjeszuk (Min Hye-Suk) Mun Hjangdzsa (Moon Hyang-Ja) Nam Unjong (Nam Eun-Young) O Szongok (Oh Seong-ok) Pak Csongnim (Park Jeong-rim) Pak Kapszuk (Park Gap-Suk) | Kézilabda     | Női                      |
| Arany | I Uncshol (Lee Eun-Cheol) | Sportlövészet | Férfi sportpuska, fekvő  |
| Arany | Jo Gapszun (Yeo Gab-Sun) | Sportlövészet | Női légpuska             |
| Arany | Cson Bjonggvan (Jeon Byeong-gwan) | Súlyemelés    | Férfi 56 kg              |
| Arany | Kim Munszu (Kim Mun-su) Pak Csubong (Park Ju-bong) | Tollaslabda   | Férfi páros              |
| Arany | Hvang Hjejong (Hwang Hye-yeong) Csong Szojong (Chung So-yeong) | Tollaslabda   | Női páros                |
| Ezüst | Kim Dzsongsin (Kim Jong-Shin) | Birkózás      | Férfi szabadfogás, 48 kg |
| Ezüst | Jun Hjon (Yun Hyeon) | Cselgáncs     | Férfi légsúly            |
| Ezüst | Csong Dzsehon (Jeong Jae-Heon) | Íjászat       | Férfi egyéni             |
| Ezüst | Kim Szunjong (Kim Su-nyeong) | Íjászat       | Női egyéni               |
| Ezüst | Pang Szuhjon (Bang Su-hyeon) | Tollaslabda   | Női egyes                |
| Bronz | Kim Thekszu (Kim Taek-Su) | Asztalitenisz | Férfi egyes              |
| Bronz | I Csholszung (Lee Cheol-Seung) Kang Hicshan (Kang Hui-Chan) | Asztalitenisz | Férfi páros              |
| Bronz | Ju Namgju (Yu Nam-gyu) Kim Thekszu (Kim Taek-Su) | Asztalitenisz | Férfi páros              |
| Bronz | Hjon Dzsonghva (Hyeon Jeong-Hwa) | Asztalitenisz | Női egyes                |
| Bronz | Hong Cshaok (Hong Cha-Ok) Hjon Dzsonghva (Hyeon Jeong-Hwa) | Asztalitenisz | Női páros                |
| Bronz | Min Gjonggap (Min Gyeong-gap) | Birkózás      | Férfi kötöttfogás, 52 kg |
| Bronz | Csong Hun (Jeong Hun) | Cselgáncs     | Férfi könnyűsúly         |
| Bronz | Kim Bjongdzsu (Kim Byeong-Ju) | Cselgáncs     | Férfi váltósúly          |
| Bronz | Hong Szongsik (Hong Seong-sik) | Ökölvívás     | Könnyűsúly               |
| Bronz | I Szungbe (Lee Seung-Bae) | Ökölvívás     | Középsúly                |
| Bronz | Kil Jonga (Gil Young-ah) Sim Undzsong (Shim Eun-jeong) | Tollaslabda   | Női páros                |
| Bronz | Ju Ongnjol (Yu Ok-ryeol) | Torna         | Férfi ugrás              |

| Sport         |    |   |    | Összesen |
| Asztalitenisz | 0  | 0 | 5  | 5        |
| Atlétika      | 1  | 0 | 0  | 1        |
| Birkózás      | 2  | 1 | 1  | 4        |
| Cselgáncs     | 1  | 1 | 2  | 4        |
| Evezés        | 0  | 0 | 0  | 0        |
| Gyeplabda     | 0  | 0 | 0  | 0        |
| Íjászat       | 2  | 2 | 0  | 4        |
| Kajak-kenu    | 0  | 0 | 0  | 0        |
| Kerékpározás  | 0  | 0 | 0  | 0        |
| Kézilabda     | 1  | 0 | 0  | 1        |
| Labdarúgás    | 0  | 0 | 0  | 0        |
| Lovaglás      | 0  | 0 | 0  | 0        |
| Ökölvívás     | 0  | 0 | 2  | 2        |
| Öttusa        | 0  | 0 | 0  | 0        |
| Röplabda      | 0  | 0 | 0  | 0        |
| Sportlövészet | 2  | 0 | 0  | 2        |
| Súlyemelés    | 1  | 0 | 0  | 1        |
| Tenisz        | 0  | 0 | 0  | 0        |
| Tollaslabda   | 2  | 1 | 1  | 4        |
| Torna         | 0  | 0 | 1  | 1        |
| Úszás         | 0  | 0 | 0  | 0        |
| Vitorlázás    | 0  | 0 | 0  | 0        |
| Vívás         | 0  | 0 | 0  | 0        |
| Összesen      | 12 | 5 | 12 | 29       |

| Naponként | Naponként    | Naponként | Naponként | Naponként | Naponként | Naponként |
| --------- | ------------ | --------- | --------- | --------- | --------- | --------- |
| Nap       | Dátum        |           |           |           | Összesen  |           |
| 1.nap     | Július 25.   | —         | —         | —         | —         |           |
| 2.nap     | Július 26.   | 1         | 0         | 0         | 1         |           |
| 3.nap     | Július 27.   | 1         | 0         | 0         | 1         |           |
| 4.nap     | Július 28.   | 1         | 0         | 1         | 2         |           |
| 5.nap     | Július 29.   | 1         | 0         | 0         | 1         |           |
| 6.nap     | Július 30.   | 1         | 0         | 1         | 2         |           |
| 7.nap     | Július 31.   | 0         | 0         | 1         | 1         |           |
| 8.nap     | Augusztus 1. | 0         | 0         | 0         | 0         |           |
| 9.nap     | Augusztus 2. | 1         | 2         | 1         | 4         |           |
| 10.nap    | Augusztus 3. | 0         | 1         | 1         | 2         |           |
| 11.nap    | Augusztus 4. | 3         | 1         | 3         | 7         |           |
| 12.nap    | Augusztus 5. | 0         | 0         | 1         | 1         |           |
| 13.nap    | Augusztus 6. | 1         | 1         | 3         | 5         |           |
| 14.nap    | Augusztus 7. | 0         | 0         | 0         | 0         |           |
| 15.nap    | Augusztus 8. | 1         | 0         | 0         | 1         |           |
| 16.nap    | Augusztus 9. | 1         | 0         | 0         | 1         |           |
| Összesen  |              | 12        | 5         | 12        | 29        |           |

## Asztalitenisz
Férfi
| Versenyző                                                   | Versenyszám | Csoportkör | Csoportkör | Nyolcaddöntő                     | Negyeddöntő                                                         | Elődöntő                                                 | Döntő             | Helyezés |
| Versenyző                                                   | Versenyszám | Ellenfél Eredmény | Hely.      | Ellenfél Eredmény                | Ellenfél Eredmény                                                   | Ellenfél Eredmény                                        | Ellenfél Eredmény | Helyezés |
| ----------------------------------------------------------- | ----------- | --- | ---------- | -------------------------------- | ------------------------------------------------------------------- | -------------------------------------------------------- | ----------------- | -------- |
| Kang Hicshan (Gang Hui-Chan)                                | Egyes       | B csoport · Igor Solopov (EST) · 2-0 · Mourad Sta (TUN) · 2-0 · Jan-Ove Waldner (SWE) · 0-2                                 | 2.         | kiesett                          | kiesett                                                             | kiesett                                                  | kiesett           | 17.      |
| Ju Namgju (Yu Nam-Gyu)                                      | Egyes       | J csoport · Santiago Roque (CUB) · 2-0 · Sean O'Neill (USA) · 2-1 · Lou Chűn-szung (Lo Chuen Tsung) (HKG) · 2-1             | 1.         | Jean-Philippe Gatien (FRA) · 2-3 | kiesett                                                             | kiesett                                                  | kiesett           | 9.       |
| Kim Thekszu (Kim Taek-Su)                                   | Egyes       | H csoport · Abdelhadi Legdali (MAR) · 2-0 · Lü Lin (CHN) · 2-0 · Kamles Mehta (IND) · 2-1                                   | 1.         | Zoran Primorac (CRO) · 3-2       | Vang Tao (Wang Tao) (CHN) · 3-2                                     | Jan-Ove Waldner (SWE) · 0-3                              | kiesett           |          |
| I Csholszung (Lee Cheol-Seung) Kang Hicshan (Gang Hui-Chan) | Páros       | A csoport · Svédország (SWE) · Erik Lindh · Jörgen Persson · 2-1 · Ausztria (AUT) · Erich Amplatz · Ji Ting (Yi Ding) · 2-0 | 1.         |                                  | Kína (CHN) · Ma Ven-ko (Ma Wenge) · Jü Sen-tung (Yu Shentong) · 3-2 | Németország (GER) · Steffen Fetzner · Jörg Roßkopf · 0-3 | kiesett           |          |
| Ju Namgju (Yu Nam-Gyu) Kim Thekszu (Kim Taek-Su)            | Páros       | D csoport · Belgium (BEL) · Jean-Michel Saive · Philippe Saive · 2-0 · Brazília (BRA) · Hugo Hoyama · Cláudio Kano · 2-0    | 1.         |                                  | Egyesített Csapat (EUN) · Andrej Mazunov · Dmitrij Mazunov · 3-0    | Kína (CHN) · Lü Lin · Vang Tao (Wang Tao) · 1-3          | kiesett           |          |

Női
| Versenyző                                                  | Versenyszám | Csoportkör | Csoportkör | Nyolcaddöntő                                 | Negyeddöntő                                                                | Elődöntő                                                               | Döntő             | Helyezés |
| Versenyző                                                  | Versenyszám | Ellenfél Eredmény | Hely.      | Ellenfél Eredmény                            | Ellenfél Eredmény                                                          | Ellenfél Eredmény                                                      | Ellenfél Eredmény | Helyezés |
| ---------------------------------------------------------- | ----------- | --- | ---------- | -------------------------------------------- | -------------------------------------------------------------------------- | ---------------------------------------------------------------------- | ----------------- | -------- |
| Hjon Dzsonghva (Hyeon Jeong-Hwa)                           | Egyes       | C csoport · Feiza Ben Aïssa (TUN) · 2-0 · Polona Frelih (SLO) · 2-0 · Charlotte Erlman (SWE) · 2-0 | 1.         | Kloppenburg Hubertina Vriesekoop (NED) · 3-0 | Emilia Elena Ciosu (ROU) · 3-2                                             | Teng Ja-ping (Deng Yaping) (CHN) · 0-3                                 | kiesett           |          |
| I Dzsongim (Lee Jeong-Im)                                  | Egyes       | G csoport · Kerri Tepper (AUS) · 2-0 · Sonia Touati (TUN) · 2-0 · Hai Po Wa (HKG) · 1-2 | 2.         | kiesett                                      | kiesett                                                                    | kiesett                                                                | kiesett           | 17.      |
| Hong Szunhva (Hong Sun-Hwa)                                | Egyes       | K csoport · Sofija Tepes (CHI) · 2-0 · Diana Gee (USA) · 2-0 · Olga Nemes (GER) · 2-0 | 1.         | Csiao Hung (Qiao Hong) (CHN) · 0-3           | kiesett                                                                    | kiesett                                                                | kiesett           | 9.       |
| Hong Cshaok (Hong Cha-Ok) Hjon Dzsonghva (Hyeon Jeong-Hwa) | Páros       | C csoport · Nagy-Britannia (GBR) · Andrea Holt · Lisa Lomas · 2-1 · Egyesített Csapat (EUN) · Galina Melnyik · Valentina Popovová · 2-0                                                               | 1.         |                                              | Egyesített Csapat (EUN) · Irina Palina · Jelena Tyimina · 3-0              | Kína (CHN) · Teng Ja-ping (Deng Yaping) · Csiao Hung (Qiao Hong) · 1-3 | kiesett           |          |
| I Dzsongim (Lee Jeong-Im) Hong Szunhva (Hong Sun-Hwa)      | Páros       | H csoport · Kuba (CUB) · Marisel Ramírez · Yolanda Rodríguez · 2-0 · Indonézia (INA) · Ling Ling Minangmojo · Rossy Pratiwi Dipoyanti · 2-0 · Japán (JPN) · Hosino Mika · Jamasita-Kaizu Fumijo · 2-1 | 1.         |                                              | Észak-Korea (PRK) · Ri Bunhi (Li Bun-Hui) · Ju Szunbok (Yu Sun-Bok ) · 1-3 | kiesett                                                                | kiesett           | 5.       |

## Atlétika
Férfi
| Versenyző                       | Versenyszám | Előfutam | Előfutam | Előfutam | Elődöntő | Elődöntő | Elődöntő | Döntő   | Döntő    |
| Versenyző                       | Versenyszám | Idő      | Hely.    | Össz.    | Idő      | Hely.    | Össz.    | Idő     | Helyezés |
| ------------------------------- | ----------- | -------- | -------- | -------- | -------- | -------- | -------- | ------- | -------- |
| I Dzsinil (Lee Jin-Il)          | 800 m       | 1:48,68  | 3.       | 29.      | kiesett  | kiesett  | kiesett  | kiesett | kiesett  |
| Kim Bongju (Kim Bong-Yu)        | 1500 m      | 3:40,73  | 8.       | 21.      | kiesett  | kiesett  | kiesett  | kiesett | kiesett  |
| Hvang Jongdzso (Hwang Yeong-jo) | Maraton     |          |          |          |          |          |          | 2:13:23 |          |
| Kim Dzserjong (Kim Jae-Ryong)   | Maraton     |          |          |          |          |          |          | 2:15:01 | 10.      |
| Kim Vangi (Kim Wan-gi)          | Maraton     |          |          |          |          |          |          | 2:18:32 | 28.      |

| Versenyző                      | Versenyszám   | Selejtező                | Selejtező                | Döntő    | Döntő    |
| Versenyző                      | Versenyszám   | Eredmény                 | Helyezés                 | Eredmény | Helyezés |
| ------------------------------ | ------------- | ------------------------ | ------------------------ | -------- | -------- |
| Cso Hjonuk (Jo Hyeon-Uk)       | Magasugrás    | 210 cm                   | 39.*                     | kiesett  | kiesett  |
| I Dzsinthek (Lee Jin-Taek)     | Magasugrás    | 220 cm                   | 19.**                    | kiesett  | kiesett  |
| Kim Csholgjun (Kim Cheol-Gyun) | Rúdugrás      | érvényes kísérlet nélkül | érvényes kísérlet nélkül | kiesett  | kiesett  |
| Kim Gihun (Kim Gi-Hun)         | Gerelyhajítás | 72,68 m                  | 28.                      | kiesett  | kiesett  |

Női
| Versenyző          | Versenyszám | Döntő   | Döntő    |
| Versenyző          | Versenyszám | Idő     | Helyezés |
| ------------------ | ----------- | ------- | -------- |
| I Miok (Lee Mi-Ok) | Maraton     | 2:54:21 | 25.      |

| Versenyző                   | Versenyszám   | Selejtező | Selejtező | Döntő    | Döntő    |
| Versenyző                   | Versenyszám   | Eredmény  | Helyezés  | Eredmény | Helyezés |
| --------------------------- | ------------- | --------- | --------- | -------- | -------- |
| I Jongszon (Lee Yeong-Seon) | Gerelyhajítás | 55,10 m   | 22.       | kiesett  | kiesett  |

* - egy másik versenyzővel azonos eredményt ért el

** - két másik versenyzővel azonos eredményt ért el

## Birkózás
Kötöttfogású
| Versenyző                        | Versenyszám | Csoportkör | Csoportkör | Helyosztók        | Helyosztók                           | Helyosztók        | Bronz- mérkőzés                    | Döntő                    | Helyezés    |
| Versenyző                        | Versenyszám | Csoportkör | Csoportkör | 9. helyért        | 7. helyért                           | 5. helyért        | Bronz- mérkőzés                    | Döntő                    | Helyezés    |
| Versenyző                        | Versenyszám | Ellenfél Eredmény | Hely.      | Ellenfél Eredmény | Ellenfél Eredmény                    | Ellenfél Eredmény | Ellenfél Eredmény                  | Ellenfél Eredmény        | Helyezés    |
| -------------------------------- | ----------- | --- | ---------- | ----------------- | ------------------------------------ | ----------------- | ---------------------------------- | ------------------------ | ----------- |
| Kvon Dogjong (Gwon Deog-Yong)    | 48 kg       | A csoport · Iliuţă Dăscălescu (ROU) · 2-4 · Oleg Kucserenko (EUN) · 0-3 | 9.         | kiesett           | kiesett                              | kiesett           | kiesett                            | kiesett                  | helyezetlen |
| Min Gjonggap (Min Gyeong-Gap)    | 52 kg       | A csoport · Majid Jahandideh (IRI) · 11-2 feladta · Háled el-Farezs (SYR) · 8-5 · Valentin Rebegea (ROU) · 12-1 · Alfred Ter-Mkrticsjan (EUN) · 0-3 · Ismo Kamesaki (FIN) · 10-2 | 2.         |                   |                                      |                   | Shawn Sheldon (USA) · visszalépett |                          |             |
| An Hanbong (An Han-Bong)         | 57 kg       | B csoport · Ergüder Bekişdamat (TUR) · 11-1 · Zoran Galović (IOP) · 6-0 · Seng Cö-tien (Sheng Zetian) (CHN) · 8-0 · Keijo Pehkonen (FIN) · 8-0 · Marian Sandu (ROU) · 8-0        | 1.         |                   |                                      |                   |                                    | Rifat Yildiz (GER) · 6-5 |             |
| Ho Bjongho (Heo Byeong-Ho)       | 62 kg       | B csoport · Luis Martínez (ESP) · DQ2 · Bódi Jenő (HUN) · 2-5 | 8.         | kiesett           | kiesett                              | kiesett           | kiesett                            | kiesett                  | helyezetlen |
| Kim Szongmun (Kim Seong-Mun)     | 68 kg       | A csoport · Valeri Nikitin (EST) · 6-9 · Mazouz Ben Djedaa (ALG) · 15-0 · Abdollah Chamangoli (IRI) · 5-1 · Cecilio Rodríguez (CUB) · 1-10                                       | 6.         | kiesett           | kiesett                              | kiesett           | kiesett                            | kiesett                  | helyezetlen |
| Pak Mjongszok (Park Myeong-Seok) | 82 kg       | B csoport · Thomas Zander (GER) · 2-5 · Jean-Pierre Wafflard (BEL) · 3-0 · Magnus Fredriksson (SWE) · 1-2                                                                        | 7.         | kiesett           | kiesett                              | kiesett           | kiesett                            | kiesett                  | helyezetlen |
| Om Dzsinhan (Eom Jin-Han)        | 90 kg       | B csoport · Morijama Jaszutosi (JPN) · 1-0 · Hassan Babak (IRI) · 0-2 · Reynaldo Peña (CUB) · 0-8                                                                                | 6.         | kiesett           | kiesett                              | kiesett           | kiesett                            | kiesett                  | helyezetlen |
| Szong Szongil (Song Seong-Il)    | 100 kg      | A csoport · Nonomura Takasi (JPN) · 3-0 · Dennis Koslowski (USA) · 0-1 · Andrzej Wroński (POL) · 3-4                                                                             | 4.         |                   | Növényi Norbert (HUN) · visszalépett |                   |                                    |                          | 8.          |

Szabadfogású
| Versenyző                     | Versenyszám | Csoportkör | Csoportkör | Helyosztók        | Helyosztók                                   | Helyosztók              | Bronz- mérkőzés               | Döntő                    | Helyezés    |
| Versenyző                     | Versenyszám | Csoportkör | Csoportkör | 9. helyért        | 7. helyért                                   | 5. helyért              | Bronz- mérkőzés               | Döntő                    | Helyezés    |
| Versenyző                     | Versenyszám | Ellenfél Eredmény | Hely.      | Ellenfél Eredmény | Ellenfél Eredmény                            | Ellenfél Eredmény       | Ellenfél Eredmény             | Ellenfél Eredmény        | Helyezés    |
| ----------------------------- | ----------- | --- | ---------- | ----------------- | -------------------------------------------- | ----------------------- | ----------------------------- | ------------------------ | ----------- |
| Kim Dzsongsin (Kim Jong-Sin)  | 48 kg       | A csoport · Romica Raşovan (ROU) · 4-2 · Francisco Sánchez (ESP) · 17-1 · Csen Cseng-pin (Chen Zhengbin) (CHN) · 1-0 · Tserenbaataryn Khosbayar (MGL) · 6-2 · Timothy Vanni (USA) · 5-2 | 1.         |                   |                                              |                         |                               | Kim Il (PRK) · 1-4       |             |
| Kim Szonhak (Kim Seon-Hak)    | 52 kg       | B csoport · Szató Micuru (JPN) · 5-3 · Laureano Atanes (ESP) · 11-0 (kétvállas) · Christopher Woodcroft (CAN) · 7-5 · Zeke Jones (USA) · 4-5                                            | 2.         |                   |                                              |                         | Valentin Jordanov (BUL) · 3-9 |                          | 4.          |
| Kim Cshunho (Kim Chun-Ho)     | 57 kg       | A csoport · Kim Jongsik (Kim Yong-sik) (PRK) · 2-12 · Rumen Pavlov (BUL) · 4-8 (kétvállas)                                                                                              | 8.         | kiesett           | kiesett                                      | kiesett                 | kiesett                       | kiesett                  | helyezetlen |
| Sin Szanggju (Sin Sang-Gyu)   | 62 kg       | A csoport · Kim Gvangcshol (Kim Gwang-Chol) (PRK) · 2-6 · Martin Calder (CAN) · 5-2 · Karsten Polky (GER) · 5-2 · Magomed Azizov (EUN) · 5-11                                           | 4.         |                   | Martin Müller (SUI) · 2-9 (kétvállas)        |                         |                               |                          | 8.          |
| Ko Jongho (Go Yeong-Ho)       | 68 kg       | B csoport · Jeórjiosz Athanasziádisz (GRE) · 2-4 · Küllo Kõiv (EST) · 3-1 · Georg Schwabenland (GER) · 3-0 · Christopher Wilson (CAN) · 2-1 · Valentin Gecov (BUL) · 5-7                | 3.         |                   |                                              | Fatih Özbaş (TUR) · 1-3 |                               |                          | 6.          |
| Pak Csangszun (Park Jang-sun) | 74 kg       | A csoport · Alexander Leipold (GER) · 8-2 · Joakím Vasziliádisz (GRE) · 4-0 · Nagy János (HUN) · 5-0 · Hara Josihiko (JPN) · 6-0 · Amir Reza Khadem Azgadhi (IRI) · 2-1                 | 1.         |                   |                                              |                         |                               | Kenny Monday (USA) · 1-0 |             |
| Kim Theu (Kim Tae-u)          | 100 kg      | A csoport · Nakanisi Manabu (JPN) · 8-1 · Mark Coleman (USA) · 6-0 · Heiko Balz (GER) · 0-4 · Szubhas Verma (IND) · 2-1                                                                 | 2.         |                   |                                              |                         | Ali Kayali (TUR) · 0-2        |                          | 4.          |
| Pak Szongha (Park Seong-Ha)   | 130 kg      | A csoport · Rodney Figueroa (PUR) · 3-0 · Ali Reza Soleimani (IRI) · 0-5 (kétvállas) · Jeffrey Thue (CAN) · 0-5                                                                         | 4.         |                   | Vang Csun-kuang (Wang Chunguang) (CHN) · 0-9 |                         |                               |                          | 8.          |

DQ2 - passzivitás miatt mind két versenyzőt kizárták

## Cselgáncs
Férfi
| Versenyző                    | Versenyszám  | Selejtező                             | 32-es főtábla                        | Nyolcaddöntő                          | Negyeddöntő                       | Elődöntő                            | Vigaszág első kör | Vigaszág nyolcaddöntő                 | Vigaszág negyeddöntő                      | Vigaszág elődöntő                   | Bronz- mérkőzés                   | Döntő                            | Helyezés |
| Versenyző                    | Versenyszám  | Ellenfél Eredmény                     | Ellenfél Eredmény                    | Ellenfél Eredmény                     | Ellenfél Eredmény                 | Ellenfél Eredmény                   | Ellenfél Eredmény | Ellenfél Eredmény                     | Ellenfél Eredmény                         | Ellenfél Eredmény                   | Ellenfél Eredmény                 | Ellenfél Eredmény                | Helyezés |
| ---------------------------- | ------------ | ------------------------------------- | ------------------------------------ | ------------------------------------- | --------------------------------- | ----------------------------------- | ----------------- | ------------------------------------- | ----------------------------------------- | ----------------------------------- | --------------------------------- | -------------------------------- | -------- |
| Jun Hjon (Yun Hyeon)         | Légsúly      | erőnyerő                              | Amit Lang (ISR) · 0001-0000          | Willis García (VEN) · 1000-0000       | Piotr Kamrowski (POL) · 0010-0000 | Richard Trautmann (GER) · 0001-0000 |                   |                                       |                                           |                                     |                                   | Nazim Hüseynov (EUN) · 0000-0001 |          |
| Kim Szangmun (Kim Sang-Mun)  | Harmatsúly   | Ri Gvang (Li Gwang) (PRK) · 0010-0000 | Vselovods Zeļonijs (LAT) · 1000-0000 | Rogério Cardoso (BRA) · 0000-1000     |                                   |                                     |                   | Augusto Almeida (POR) · 1000-0000     | Francisco Morales (ARG) · 1000-0000       | Francisco Lorenzo (ESP) · 0000-1000 | kiesett                           |                                  | 7.       |
| Csong Hun (Jeong Hun)        | Könnyűsúly   | Malick Seck (SEN) · 1000-0000         | Stephen Corkin (NZL) · 1000-0000     | Massimo Sulli (ITA) · 0001-0000       | Oren Smadja (ISR) · 1000-0000     | Hajtós Bertalan (HUN) · 0000-1000   |                   |                                       |                                           |                                     | Bruno Carabatta (FRA) · 0010-0000 |                                  |          |
| Kim Bongdzsu (Kim Byeong-Ju) | Váltósúly    | Daniel Lascau (GER) · 0010-0000       | Jean Alix Holmand (HAI) · 1000-0000  | Ezequiel Paraguassu (BRA) · 1000-0000 | Lars Adolfsson (SWE) · 0000-0010  |                                     |                   |                                       | Davaasambuugiin Dorjbat (MGL) · 1000-0000 | Sharip Varayev (EUN) · 0001-0000    | Johan Laats (BEL) · 0100-0000     |                                  |          |
| Jang Dzsongok (Yang Jong-Ok) | Középsúly    | erőnyerő                              | Oleg Malcev (EUN) · 0001-0000        | Densign White (GBR) · 0010-0000       | Waldemar Legień (POL) · 0000-0010 |                                     |                   |                                       | Nikola Filipov (BUL) · 0001-0000          | Okada Hirotaka (JPN) · 0000-0010    | kiesett                           |                                  | 7.       |
| Jun Szangsik (Yun Sang-Sik)  | Félnehézsúly | erőnyerő                              | Paweł Nastula (POL) · 0000-1000      |                                       |                                   |                                     |                   | Robert Van de Walle (BEL) · 0000-1000 | kiesett                                   | kiesett                             | kiesett                           |                                  | 13.      |
| Kim Gonszu (Kim Geon-Su)     | Nehézsúly    |                                       | Valentin Bazon (ROU) · 1000-0000     | Ernesto Pérez (ESP) · 0000-0100       | kiesett                           | kiesett                             |                   |                                       |                                           |                                     |                                   |                                  | 17.      |

Női
| Versenyző                        | Versenyszám  | Selejtező                                      | Nyolcaddöntő                          | Negyeddöntő                          | Elődöntő                           | Vigaszág nyolcaddöntő            | Vigaszág negyeddöntő                | Vigaszág elődöntő | Bronz- mérkőzés                  | Döntő                         | Helyezés |
| Versenyző                        | Versenyszám  | Ellenfél Eredmény                              | Ellenfél Eredmény                     | Ellenfél Eredmény                    | Ellenfél Eredmény                  | Ellenfél Eredmény                | Ellenfél Eredmény                   | Ellenfél Eredmény | Ellenfél Eredmény                | Ellenfél Eredmény             | Helyezés |
| -------------------------------- | ------------ | ---------------------------------------------- | ------------------------------------- | ------------------------------------ | ---------------------------------- | -------------------------------- | ----------------------------------- | ----------------- | -------------------------------- | ----------------------------- | -------- |
| Ju Hidzsun (Yu Hui-Jun)          | Légsúly      | Yolanda Soler (ESP) · 0000-0100                | kiesett                               | kiesett                              | kiesett                            |                                  |                                     |                   |                                  |                               | 20.      |
| Kim Unhi (Kim Eun-Hui)           | Harmatsúly   | erőnyerő                                       | Mizogucsi Noriko (JPN) · 0000-1100    |                                      |                                    | Lisa Boscarino (PUR) · 0010-0000 | Alessandra Giungi (ITA) · 0000-0010 | kiesett           | kiesett                          |                               | 9.       |
| Csong Szonjong (Jeong Seon-Yong) | Könnyűsúly   | Altagracia Contreras (DOM) · 1000-0000         | Miriam Blasco (ESP) · 0000-1000       |                                      |                                    |                                  | Tateno Csijori (JPN) · 0000-1000    | kiesett           | kiesett                          |                               | 9.       |
| Ku Hjonszuk (Gu Hyeon-Suk)       | Váltósúly    | Nicola Morris (NZL) · 1000-0000                | Csang Ti (Zhang Di) (CHN) · 0010-0000 | Diane Bell (GBR) · 0010-0000         | Cathérine Fleury (FRA) · 0000-1000 |                                  |                                     |                   | Jelena Petrova (EUN) · 0000-1000 |                               | 5.       |
| Pak Csijong (Park Ji-Yeong)      | Középsúly    | Leng Csun-huj (Leng Chunhui) (CHN) · 0000-1100 | kiesett                               | kiesett                              | kiesett                            |                                  |                                     |                   |                                  |                               | 20.      |
| Kim Midzsong (Kim Mi-jeong)      | Félnehézsúly | Pujawati Utama (INA) · 1000-0000               | Alison Webb (CAN) · 1000-0000         | Katarzyna Juszczak (POL) · 1100-0000 | Josephine Horton (GBR) · 1100-0000 |                                  |                                     |                   |                                  | Tanabe Jóko (JPN) · 0010-0000 |          |
| Mun Dzsijun (Mun Ji-Yun)         | Nehézsúly    | erőnyerő                                       | Claudia Weber (GER) · 0000-0001       | kiesett                              | kiesett                            |                                  |                                     |                   |                                  |                               | 16.      |

## Evezés
Női
| Versenyző                                          | Versenyszám              | Előfutam | Előfutam | Vigaszág | Vigaszág | Elődöntő | Elődöntő | Elődöntő | Döntő   | Döntő   | Döntő   | Helyezés |
| Versenyző                                          | Versenyszám              | Idő      | Hely.    | Idő      | Hely.    | Típus    | Idő      | Hely.    | Típus   | Idő     | Hely.   | Helyezés |
| -------------------------------------------------- | ------------------------ | -------- | -------- | -------- | -------- | -------- | -------- | -------- | ------- | ------- | ------- | -------- |
| I Dzsenam (Lee Jae-Nam) Kim Szongok (Kim Seong-Ok) | Kormányos nélküli kettes | 8:33,76  | 5.       | 8:15,42  | 4.       | kiesett  | kiesett  | kiesett  | kiesett | kiesett | kiesett | 13.      |

## Gyeplabda

### Női
| Dél-koreai női gyeplabdacsapat-játékoskeret | Dél-koreai női gyeplabdacsapat-játékoskeret |
| --- | --- |
| - Ju Dzseszuk (Yu Je-Suk) - Han Gumsil (Han Geum-Sil) - Csang Undzsong (Jang Eun-Jeong) - I Szonjong (Lee Seon-Yeong) - I Güdzsu (Lee Gwi-Ju) - Szon Dzsongim (Son Jeong-Im) - No Jongmi (No Yeong-Mi) - Kim Gjonge (Kim Gyeong-Ae) | - I Ungjong (Lee Eun-Gyeong) - Csang Dongszuk (Jang Dong-Suk) - Kvon Cshangszuk (Gwon Chang-Suk) - Jang Hjeszuk (Yang Hye-Suk) - I Gjonghi (Lee Gyeong-Hui) - Ku Munjong (Gu Mun-Yeong) - Im Gjeszuk (Im Gye-Suk) - Csin Dokszan (Jin Deok-San) - Szövetségi kapitány: Kim Cshangbek (Kim Chang-back) |

#### Eredmények
Csoportkör
B csoport
| Csapat               | M | Gy | D | V | G+ | G– | Gk | P |
| -------------------- | - | -- | - | - | -- | -- | -- | - |
| Dél-Korea (KOR)      | 3 | 2  | 0 | 1 | 8  | 3  | +5 | 4 |
| Nagy-Britannia (GBR) | 3 | 2  | 0 | 1 | 7  | 5  | +2 | 4 |
| Hollandia (NED)      | 3 | 2  | 0 | 1 | 4  | 3  | +1 | 4 |
| Új-Zéland (NZL)      | 3 | 0  | 0 | 3 | 2  | 10 | –8 | 0 |

| 1992. július 27. 18:00 | Új-Zéland (NZL) | 0–5   | Dél-Korea (KOR)                                                                                 | Játékvezetők: Christiane Asselman (BEL) Laura Crespo (ARG) |
| 1992. július 27. 18:00 |                 | (0–1) | Csang Undzsong (Jang Eun-Jeong) 2 I Gjonghi (Lee Gyeong-Hui) 2 Kvon Cshangszuk (Gwon Chang-Suk) | Játékvezetők: Christiane Asselman (BEL) Laura Crespo (ARG) |

| 1992. július 29. 16:00 | Dél-Korea (KOR)                 | 1–3   | Nagy-Britannia (GBR) | Játékvezetők: Virginia Laje Davilla (ESP) Maria Hernandez (ESP) |
| 1992. július 29. 16:00 | Csang Undzsong (Jang Eun-Jeong) | (0–2) | Sixsmith 2 S.Fraser  | Játékvezetők: Virginia Laje Davilla (ESP) Maria Hernandez (ESP) |

| 1992. augusztus 2. 16:00 | Dél-Korea (KOR)                                        | 2–0   | Hollandia (NED) | Játékvezetők: Peri Buckley (AUS) Maria Hernandez (ESP) |
| 1992. augusztus 2. 16:00 | Jang Hjeszuk (Yang Hye-Suk) I Gjonghi (Lee Gyeong-Hui) | (1–0) |                 | Játékvezetők: Peri Buckley (AUS) Maria Hernandez (ESP) |

Elődöntő
| 1992. augusztus 4. 17:00 | Dél-Korea (KOR)                  | 1–2 (h. u.) | Spanyolország (ESP) | Játékvezetők: Dominique Ache (BEL) Peri Buckley (AUS) |
| 1992. augusztus 4. 17:00 | Kvon Cshangszuk (Gwon Chang-Suk) | (1–1, 1–1)  | Gomez Cobos         | Játékvezetők: Dominique Ache (BEL) Peri Buckley (AUS) |

Bronzmérkőzés
| 1992. augusztus 7. 17:00 | Nagy-Britannia (GBR)        | 4–3 (h. u.) | Dél-Korea (KOR)                                                                 | Játékvezetők: Jolanda Mohlmann (NED) Maria Hernandez (ESP) |
| 1992. augusztus 7. 17:00 | Sixsmith 2 Johnson S.Fraser | (1–2, 3–3)  | Csang Undzsong (Jang Eun-Jeong) No Jongmi (No Yeong-Mi) Im Gjeszuk (Im Gye-Suk) | Játékvezetők: Jolanda Mohlmann (NED) Maria Hernandez (ESP) |

| Csapat          | Helyezés |
| --------------- | -------- |
| Dél-Korea (KOR) | 4.       |

## Íjászat
Férfi
| Versenyző                                                                         | Versenyszám | Selejtező | Selejtező | Selejtező | Selejtező | Selejtező | Selejtező | Selejtező | Selejtező | Selejtező | Selejtező | Kieséses szakasz                      | Kieséses szakasz                                                                            | Kieséses szakasz                                                                     | Kieséses szakasz                  | Kieséses szakasz                      | Helyezés |
| Versenyző                                                                         | Versenyszám | 30 m      | 30 m      | 50 m      | 50 m      | 70 m      | 70 m      | 90 m      | 90 m      | Pont      | Hely.     | 32-es főtábla                         | Nyolcaddöntő                                                                                | Negyeddöntő                                                                          | Elődöntő                          | Döntő                                 | Helyezés |
| Versenyző                                                                         | Versenyszám | Pont      | Hely.     | Pont      | Hely.     | Pont      | Hely.     | Pont      | Hely.     | Pont      | Hely.     | Ellenfél Eredmény                     | Ellenfél Eredmény                                                                           | Ellenfél Eredmény                                                                    | Ellenfél Eredmény                 | Ellenfél Eredmény                     | Helyezés |
| --------------------------------------------------------------------------------- | ----------- | --------- | --------- | --------- | --------- | --------- | --------- | --------- | --------- | --------- | --------- | ------------------------------------- | ------------------------------------------------------------------------------------------- | ------------------------------------------------------------------------------------ | --------------------------------- | ------------------------------------- | -------- |
| Im Hisik (Im Hui-Sik)                                                             | Egyéni      | 341       | 48.       | 325       | 12.       | 328       | 12.       | 297       | 20.       | 1291      | 19.       | Sébastien Flûte (FRA) (14.) · 102-107 | kiesett                                                                                     | kiesett                                                                              | kiesett                           | kiesett                               | 20.      |
| Csong Dzsehon (Jeong Jae-Heon)                                                    | Egyéni      | 355       | 2.        | 325       | 12.       | 338       | 1.        | 311       | 4.        | 1329      | 1.        | Andrea Parenti (ITA) (32.) · 110-106  | Paul Vermeiren (BEL) (17.) · 111-102                                                        | Hendra Setijawan (INA) (8.) · 106-104                                                | Simon Terry (GBR) (20.) · 108-102 | Sébastien Flûte (FRA) (14.) · 107-110 |          |
| Han Szunghun (Han Seung-Hun)                                                      | Egyéni      | 352       | 6.        | 328       | 6.        | 334       | 5.        | 304       | 11.       | 1318      | 3.        | Butch Johnson (USA) (30.) · 107-106   | Sébastien Flûte (FRA) (14.) · 97-106                                                        | kiesett                                                                              | kiesett                           | kiesett                               | 15.      |
| Im Hisik (Im Hui-Sik) Csong Dzsehon (Jeong Jae-Heon) Han Szunghun (Han Seung-Hun) | Csapat      | 1048      | 3.        | 978       | 2.        | 1000      | 1.        | 912       | 2.        | 3938      | 1.        |                                       | Lengyelország (POL) · Jacek Gilewski · Konrad Kwiecień · Sławomir Napłoszek (16.) · 240-233 | Franciaország (FRA) · Bruno Felipe · Sébastien Flûte · Michaël Taupin (9.) · 240-241 | kiesett                           | kiesett                               | 5.       |

Női
| Versenyző                                                                             | Versenyszám | Selejtező | Selejtező | Selejtező | Selejtező | Selejtező | Selejtező | Selejtező | Selejtező | Selejtező | Selejtező | Kieséses szakasz                         | Kieséses szakasz                                                             | Kieséses szakasz                                                                                 | Kieséses szakasz                                                                           | Kieséses szakasz                                                                                                   | Helyezés |
| Versenyző                                                                             | Versenyszám | 30 m      | 30 m      | 50 m      | 50 m      | 60 m      | 60 m      | 70 m      | 70 m      | Pont      | Hely.     | 32-es főtábla                            | Nyolcaddöntő                                                                 | Negyeddöntő                                                                                      | Elődöntő                                                                                   | Döntő | Helyezés |
| Versenyző                                                                             | Versenyszám | Pont      | Hely.     | Pont      | Hely.     | Pont      | Hely.     | Pont      | Hely.     | Pont      | Hely.     | Ellenfél Eredmény                        | Ellenfél Eredmény                                                            | Ellenfél Eredmény                                                                                | Ellenfél Eredmény                                                                          | Ellenfél Eredmény                                                                                                  | Helyezés |
| ------------------------------------------------------------------------------------- | ----------- | --------- | --------- | --------- | --------- | --------- | --------- | --------- | --------- | --------- | --------- | ---------------------------------------- | ---------------------------------------------------------------------------- | ------------------------------------------------------------------------------------------------ | ------------------------------------------------------------------------------------------ | --- | -------- |
| I Ungjong (Lee Eun-Gyeong)                                                            | Egyéni      | 352       | 4.        | 333       | 3.        | 339       | 4.        | 331       | 2.        | 1355      | 3.        | Purnama Pandiangan (INA) (30.) · 106-100 | Vang Hsziao-csu (Wang Xiaozhu) (CHN) (19.) · 103-107                         | kiesett                                                                                          | kiesett                                                                                    | kiesett | 14.      |
| Cso Jundzsong (Cho Yun-Jeong)                                                         | Egyéni      | 354       | 2.        | 338       | 1.        | 345       | 1.        | 338       | 1.        | 1375      | 1.        | Jargalyn Otgon (MGL) (32.) · 111-109     | Kovács Judit (HUN) (16.) · 113-97                                            | Laj Fang-mej (Lai Fang-Mei) (TPE) (8.) · 105-100                                                 | Natalia Valeeva (EUN) (4.) · 111-102                                                       | Kim Szunjong (Kim Su-nyeong) (KOR) (2.) · 112-105                                                                  |          |
| Kim Szunjong (Kim Su-nyeong)                                                          | Egyéni      | 357       | 1.        | 336       | 2.        | 341       | 2.        | 330       | 3.        | 1364      | 2.        | Edyta Korotkin (POL) (31.) · 106-92      | Lin Ji-jing (Lin Yi-Yin) (TPE) (18.) · 114-104                               | Alison Williamson (GBR) (7.) · 112-96                                                            | Vang Hsziao-csu (Wang Xiaozhu) (CHN) (19.) · 106-105                                       | Cso Jundzsong (Cho Yun-Jeong) (KOR) (1.) · 105-112                                                                 |          |
| I Ungjong (Lee Eun-Gyeong) Cso Jundzsong (Cho Yun-Jeong) Kim Szunjong (Kim Su-nyeong) | Csapat      | 1063      | 1.        | 1007      | 1.        | 1025      | 1.        | 999       | 1.        | 4094      | 1.        |                                          | Japán (JPN) · Fudzsita Reiko · Ikeda Jukiko · Nakagomi Keiko (16.) · 244-222 | Svédország (SWE) · Lise-Lotte Djerf · Kristina Persson-Nordlander · Jenny Sjöwall (8.) · 240-240 | Franciaország (FRA) · Séverine Bonal · Christine Gabillard · Nathalie Hibon (5.) · 246-221 | Kína (CHN) · Ma Hsziang-csün (Ma Xiangjun) · Vang Hung (Wang Hong) · Vang hsziao-csü (Wang Xiaozhu) (3.) · 236-228 |          |

## Kajak-kenu

### Síkvízi
Férfi
| Versenyző | Versenyszám         | Előfutam      | Előfutam      | Előfutam      | Vigaszág | Vigaszág | Vigaszág | Elődöntő         | Elődöntő         | Elődöntő         | Döntő   | Döntő    |
| Versenyző | Versenyszám         | Idő           | Hely.         | Össz.         | Idő      | Hely.    | Össz.    | Idő              | Hely.            | Össz.            | Idő     | Helyezés |
| --- | ------------------- | ------------- | ------------- | ------------- | -------- | -------- | -------- | ---------------- | ---------------- | ---------------- | ------- | -------- |
| Kang Gidzsin (Gang Gi-Jin)                                                                                           | Kajak egyes 500 m   | 1:52,22       | 8.            | 28.           | 1:51,64  | 7.       | 18.      | kiesett          | kiesett          | kiesett          | kiesett | kiesett  |
| Pak Kidzsong (Park Gi-Jeong)                                                                                         | Kajak egyes 1000 m  | 4:06,89       | 6.            | 24.           | 3:58,18  | 4.       | 17.      | kiesett          | kiesett          | kiesett          | kiesett | kiesett  |
| Csu Dzsonggvan (Ju Jong-Gwan) Pak Kidzsong (Park Gi-Jeong)                                                           | Kajak kettes 500 m  | 1:45,73       | 7.            | 27.           | 1:43,54  | 7.       | 20.      | kiesett          | kiesett          | kiesett          | kiesett | kiesett  |
| Csu Dzsonggvan (Ju Jong-Gwan) Pak Kidzsong (Park Gi-Jeong)                                                           | Kajak kettes 1000 m | nem ért célba | nem ért célba | nem ért célba | kiesett  | kiesett  | kiesett  | kiesett          | kiesett          | kiesett          | kiesett | kiesett  |
| I Jongcshol (Lee Yong-Cheol) Pak Pjonghun (Park Byeong-Hun) Kang Gidzsin (Gang Gi-Jin) Csu Dzsonggvan (Ju Jong-Gwan) | Kajak négyes 1000 m | 3:12,51       | 7.            | 18.           |          |          |          | nem állt rajthoz | nem állt rajthoz | nem állt rajthoz | kiesett | kiesett  |
| Pak Cshanggju (Park Chang-Gyu)                                                                                       | Kenu egyes 500 m    | 1:56,05       | 5.            | 9.            | 1:55,16  | 2.       | 2.       | 1:58,61          | 8.               | 15.              | kiesett | kiesett  |
| Pak Cshanggju (Park Chang-Gyu)                                                                                       | Kenu egyes 1000 m   | 4:23,93       | 7.            | 19.           | 4:06,53  | 5.       | 8.       | 4:29,23          | 8.               | 16.              | kiesett | kiesett  |

## Kerékpározás

### Pálya-kerékpározás
Üldözőversenyek
| Versenyző | Versenyszám                | Selejtező | Selejtező | Negyeddöntő  | Negyeddöntő | Negyeddöntő | Elődöntő     | Elődöntő  | Elődöntő | Döntő        | Döntő     | Helyezés |
| Versenyző | Versenyszám                | Idő       | Hely.     | Ellenfél Idő | Saját idő   | Hely.       | Ellenfél Idő | Saját idő | Hely.    | Ellenfél Idő | Saját idő | Helyezés |
| --- | -------------------------- | --------- | --------- | ------------ | ----------- | ----------- | ------------ | --------- | -------- | ------------ | --------- | -------- |
| Csi Szunghvan (Ji Seung-Hwan) Kim Jonggju (Kim Yong-Gyu) Pak Minszu (Park Min-su) Von Cshangjong (Won Chang-Yong) | Férfi csapat üldözőverseny | 4:27,706  | 14.       | kiesett      | kiesett     | kiesett     | kiesett      | kiesett   | kiesett  | kiesett      | kiesett   | 14.      |

Pontversenyek
| Versenyző                | Versenyszám       | Selejtező | Selejtező | Selejtező | Selejtező | Döntő     | Döntő   | Helyezés |
| Versenyző                | Versenyszám       | Csoport   | lekörözés | Pont      | Hely.     | lekörözés | Pont    | Helyezés |
| ------------------------ | ----------------- | --------- | --------- | --------- | --------- | --------- | ------- | -------- |
| Pak Minszu (Park Min-su) | Férfi pontverseny | B         | 1         | 10        | 13.       | kiesett   | kiesett | kiesett  |

## Kézilabda

### Férfi
| Dél-koreai férfi kézilabdacsapat-játékoskeret | Dél-koreai férfi kézilabdacsapat-játékoskeret |
| --- | --- |
| - Pek Szangszo (Baek Sang-Seo) - Cshö Szokcse (Choi Seok-Jae) - Kang Dzsevon (Gang Jae-Won) - Im Dzsinszok (Im Jin-Seok) - Cso Bomjon (Jo Beom-Yeon) - Cso Cshihjo (Jo Chi-Hyo) - Cso Jongsin (Jo Yeong-Sin) - Csong Ganguk (Jeong Gang-Uk) | - I Giho (Lee Gi-Ho) - I Gjucshang (Lee Gyu-Chang) - I Szonszun (Lee Seon-Sun) - Mun Bjonguk (Mun Byeong-Uk) - Pak Tohon (Park Do-Heon) - Sim Dzsehong (Sim Jae-Hong) - Jun Gjongsin (Yun Gyeong-Sin) |

#### Eredmények
Csoportkör
A csoport
| Csapat              | M | Gy | D | V | G+  | G–  | Gk  | P  |
| ------------------- | - | -- | - | - | --- | --- | --- | -- |
| Svédország (SWE)    | 5 | 5  | 0 | 0 | 118 | 86  | +32 | 10 |
| Izland (ISL)        | 5 | 3  | 1 | 1 | 101 | 99  | +2  | 7  |
| Dél-Korea (KOR)     | 5 | 3  | 0 | 2 | 114 | 115 | –1  | 6  |
| Magyarország (HUN)  | 5 | 2  | 0 | 3 | 102 | 108 | –6  | 4  |
| Csehszlovákia (TCH) | 5 | 1  | 1 | 3 | 94  | 92  | +2  | 3  |
| Brazília (BRA)      | 5 | 0  | 0 | 5 | 96  | 125 | –29 | 0  |

| 1992. július 27. 19:00 | Magyarország (HUN) | 18–22   | Dél-Korea (KOR)            | Játékvezetők: Oie, Hogsnes (NOR) |
| 1992. július 27. 19:00 | Iváncsik 7         | (11–11) | Cso Cshihjo (Jo Chi-Hyo) 9 | Játékvezetők: Oie, Hogsnes (NOR) |
| 1992. július 27. 19:00 |                    |         |                            | Játékvezetők: Oie, Hogsnes (NOR) |

| 1992. július 29. 10:00 | Dél-Korea (KOR)            | 18–26  | Svédország (SWE) | Játékvezetők: H.E. Thomas, J.K. Thomas (GER) |
| 1992. július 29. 10:00 | Cso Cshihjo (Jo Chi-Hyo) 5 | (6–15) | Thorsson 7       | Játékvezetők: H.E. Thomas, J.K. Thomas (GER) |
| 1992. július 29. 10:00 |                            |        |                  | Játékvezetők: H.E. Thomas, J.K. Thomas (GER) |

| 1992. július 31. 11:30 | Csehszlovákia (TCH) | 19–20  | Dél-Korea (KOR)            | Játékvezetők: Gallego, Lamas (ESP) |
| 1992. július 31. 11:30 | Tonar 6             | (11–7) | Cso Cshihjo (Jo Chi-Hyo) 6 | Játékvezetők: Gallego, Lamas (ESP) |
| 1992. július 31. 11:30 |                     |        |                            | Játékvezetők: Gallego, Lamas (ESP) |

| 1992. augusztus 2. 10:00 | Izland (ISL) | 26–24   | Dél-Korea (KOR)            | Játékvezetők: Rudin, Schill (SUI) |
| 1992. augusztus 2. 10:00 | Grímsson 8   | (11–14) | Cso Cshihjo (Jo Chi-Hyo) 9 | Játékvezetők: Rudin, Schill (SUI) |
| 1992. augusztus 2. 10:00 |              |         |                            | Játékvezetők: Rudin, Schill (SUI) |

| 1992. augusztus 4. 14:30 | Dél-Korea (KOR)            | 30–26   | Brazília (BRA) | Játékvezetők: Guterman (LTU), Taranoukhine (RUS) |
| 1992. augusztus 4. 14:30 | Cso Cshihjo (Jo Chi-Hyo) 9 | (16–13) | Vieira 6       | Játékvezetők: Guterman (LTU), Taranoukhine (RUS) |
| 1992. augusztus 4. 14:30 |                            |         |                | Játékvezetők: Guterman (LTU), Taranoukhine (RUS) |

Az 5. helyért
| 1992. augusztus 7. 11:00 | Dél-Korea (KOR)            | 21–36   | Spanyolország (ESP) | Játékvezetők: Oie, Hogsnes (NOR) |
| 1992. augusztus 7. 11:00 | Cso Cshihjo (Jo Chi-Hyo) 7 | (10–18) | Muñoz 9             | Játékvezetők: Oie, Hogsnes (NOR) |
| 1992. augusztus 7. 11:00 |                            |         |                     | Játékvezetők: Oie, Hogsnes (NOR) |

| Csapat          | Helyezés |
| --------------- | -------- |
| Dél-Korea (KOR) | 6.       |

### Női
| Dél-koreai női kézilabdacsapat-játékoskeret | Dél-koreai női kézilabdacsapat-játékoskeret |
| --- | --- |
| - Csha Dzsegjong (Cha Jae-Gyeong) - Hong Dzsongho (Hong Jeong-Ho) - Csang Nira (Jang Ri-Ra) - Kim Hvaszuk (Kim Hwa-Suk) - I Hojon (Lee Ho-Yeon) - I Mijong (Lee Mi-Yeong) - Im Ogjong (Im O-Gyeong) | - Min Hjeszuk (Min Hye-Suk) - Mun Hjangdzsa (Mun Hyang-Ja) - Nam Unjong (Nam Eun-Yeong) - O Szongok (Oh Seong-Ok) - Pak Csongnim (Park Jeong-Rim) - Pak Kapszuk (Park Gap-Suk) |

#### Eredmények
Csoportkör
B csoport
| Csapat              | M | Gy | D | V | G+ | G– | Gk  | P |
| ------------------- | - | -- | - | - | -- | -- | --- | - |
| Dél-Korea (KOR)     | 3 | 2  | 1 | 0 | 82 | 61 | +21 | 5 |
| Norvégia (NOR)      | 3 | 2  | 0 | 1 | 55 | 60 | –5  | 4 |
| Ausztria (AUT)      | 3 | 1  | 1 | 1 | 64 | 62 | +2  | 3 |
| Spanyolország (ESP) | 3 | 0  | 0 | 3 | 50 | 68 | –18 | 0 |

| 1992. július 30. 16:30 | Norvégia (NOR) | 16–27   | Dél-Korea (KOR)           | Játékvezetők: Szajna, Wroblewski (POL) |
| 1992. július 30. 16:30 | Eftedal 4      | (11–13) | Im Ogjong (Im O-Gyeong) 9 | Játékvezetők: Szajna, Wroblewski (POL) |
| 1992. július 30. 16:30 |                |         |                           | Játékvezetők: Szajna, Wroblewski (POL) |

| 1992. augusztus 1. 16:30 | Dél-Korea (KOR)                                    | 27–27   | Ausztria (AUT)  | Játékvezetők: H. E. Thomas, J. K. Thomas (GER) |
| 1992. augusztus 1. 16:30 | Im Ogjong (Im O-Gyeong), O Szongok (Oh Seong-Ok) 6 | (12–12) | Kolar-Merdan 11 | Játékvezetők: H. E. Thomas, J. K. Thomas (GER) |
| 1992. augusztus 1. 16:30 |                                                    |         |                 | Játékvezetők: H. E. Thomas, J. K. Thomas (GER) |

| 1992. augusztus 3. 16:30 | Dél-Korea (KOR)           | 28–18  | Spanyolország (ESP) | Játékvezetők: Jug, Jeglic (SLO) |
| 1992. augusztus 3. 16:30 | I Mijong (Lee Mi-Yeong) 7 | (15–7) | három játékos 4     | Játékvezetők: Jug, Jeglic (SLO) |
| 1992. augusztus 3. 16:30 |                           |        |                     | Játékvezetők: Jug, Jeglic (SLO) |

Elődöntő
| 1992. augusztus 6. 16:00 | Dél-Korea (KOR)                                       | 26–25   | Németország (GER) | Játékvezetők: Christensen, Jorgensen (DEN) |
| 1992. augusztus 6. 16:00 | Nam Unjong (Nam Eun-Yeong), I Mijong (Lee Mi-Yeong) 5 | (17–13) | Schmitt 7         | Játékvezetők: Christensen, Jorgensen (DEN) |
| 1992. augusztus 6. 16:00 |                                                       |         |                   | Játékvezetők: Christensen, Jorgensen (DEN) |

Döntő
| 1992. augusztus 8. 12:00 | Norvégia (NOR) | 21–28  | Dél-Korea (KOR)           | Játékvezetők: H. E. Thomas, J. K. Thomas (GER) |
| 1992. augusztus 8. 12:00 | Sundal 7       | (8–16) | Im Ogjong (Im O-Gyeong) 8 | Játékvezetők: H. E. Thomas, J. K. Thomas (GER) |
| 1992. augusztus 8. 12:00 |                |        |                           | Játékvezetők: H. E. Thomas, J. K. Thomas (GER) |

| Csapat          | Helyezés |
| --------------- | -------- |
| Dél-Korea (KOR) |          |

## Labdarúgás
| Dél-koreai férfi labdarúgócsapat-játékoskeret | Dél-koreai férfi labdarúgócsapat-játékoskeret |
| --- | --- |
| - Kang Cshol (Gang Cheol) - Kvak Gjonggun (Gwak Gyeong-Geun) - Han Dzsongguk (Han Jeong-Guk) - Csong Gvangszok (Jeong Gwang-Seok) - Csong Dzsegvon (Jeong Jae-Gwon) - Cso Uhjon (Jo U-Hyeon) - Kim Gühva (Kim Gwi-Hwa) | - I Imszeng (Lee Im-Saeng) - I Szunghjop (Lee Seung-Hyeop) - Na Szunghva (Na Seung-Hwa) - No Dzsongjun (No Jeong-Yun) - Szo Dzsongvon (Seo Jeong-Won) - Sin Bomcshol (Sin Beom-Cheol) - Sin Thejong (Sin Tae-Yong) - Szövetségi kapitány: Kim Hogon (Kim Ho-gon) |

### Eredmények
Csoportkör
C csoport
| Csapat           | M | Gy | D | V | Rg | Kg | Gk | P |
| ---------------- | - | -- | - | - | -- | -- | -- | - |
| Svédország (SWE) | 3 | 1  | 2 | 0 | 5  | 1  | +4 | 4 |
| Paraguay (PAR)   | 3 | 1  | 2 | 0 | 3  | 1  | +2 | 4 |
| Dél-Korea (KOR)  | 3 | 0  | 3 | 0 | 2  | 2  | 0  | 3 |
| Marokkó (MAR)    | 3 | 0  | 1 | 2 | 2  | 8  | –6 | 1 |

| 1992. július 26. 21:00 |

| Marokkó (MAR) | 1–1               | Dél-Korea (KOR)                        |
| ------------- | ----------------- | -------------------------------------- |
| Bahja 64'     | (0–0) Jegyzőkönyv | Csong Gvangszok (Jeong Gwang-Seok) 73' |

| Estadio Luis Casanova, Valencia Nézőszám: 2 000 Játékvezető: Angeles (amerikai) |

| 1992. július 28. 21:00 |

| Paraguay (PAR) | 0–0         | Dél-Korea (KOR) |
| -------------- | ----------- | --------------- |
|                | Jegyzőkönyv |                 |

| Estadio Luis Casanova, Valencia Nézőszám: 2 000 Játékvezető: Sendid (algériai) |

| 1992. július 30. 21:00 |

| Svédország (SWE) | 1–1               | Dél-Korea (KOR)                   |
| ---------------- | ----------------- | --------------------------------- |
| Rödlund 50'      | (0–1) Jegyzőkönyv | Szo Dzsongvon (Seo Jeong-Won) 28' |

| Estadi de Sarrià, Barcelona Nézőszám: 12 000 Játékvezető: Díaz Vega (spanyol) |

| Csapat          | Helyezés |
| --------------- | -------- |
| Dél-Korea (KOR) | 11.      |

## Lovaglás
Díjugratás
| Versenyző | Ló                                    | Versenyszám | Selejtező | Selejtező | Selejtező | Selejtező | Selejtező | Selejtező     | Selejtező  | Selejtező  | Döntő   | Döntő   | Döntő         | Döntő         | Végeredmény | Végeredmény |
| Versenyző | Ló                                    | Versenyszám | 1. kör    | 1. kör    | 2. kör    | 2. kör    | 2. kör    | 3. kör        | Összesítés | Összesítés | 1. kör  | 1. kör  | 2. kör        | 2. kör        | Végeredmény | Végeredmény |
| Versenyző | Ló                                    | Versenyszám | Pont      | Hely.     | Pont      | Össz.     | Hely.     | Pont          | Pont       | Hely.      | Bünt.   | Hely.   | Bünt.         | Hely.         | Pont/Bünt   | Helyezés    |
| --- | ------------------------------------- | ----------- | --------- | --------- | --------- | --------- | --------- | ------------- | ---------- | ---------- | ------- | ------- | ------------- | ------------- | ----------- | ----------- |
| Kim Szunghvan (Kim Seung-Hwan)                                                                                      | Arizona                               | Egyéni      | 9,00      | 79.       | 0,00      | 9,00      | 82.       | nem ért célba | 9,00       | 82.        | kiesett | kiesett | kiesett       | kiesett       | 9,00        | 82.         |
| Mun Undzsin (Mun Eun-Jin)                                                                                           | Equador                               | Egyéni      | 21,00     | 67.       | 31,00     | 52,00     | 67.       | 57,00         | 109,00     | 57.        | kiesett | kiesett | kiesett       | kiesett       | 109,00      | 57.         |
| Mun Hjondzsin (Mun Hyeon-Jin)                                                                                       | French Rapture                        | Egyéni      | 16,00     | 72.       | 0,00      | 16,00     | 80.       | 47,00         | 63,00      | 67.        | kiesett | kiesett | kiesett       | kiesett       | 63,00       | 67.         |
| Ju Dzsongdzse (Yu Jeong-Jae)                                                                                        | Casual                                | Egyéni      | 0,00      | 81.       | 0,00      | 0,00      | 83.       | nem ért célba | 0,00       | 83.*       | kiesett | kiesett | kiesett       | kiesett       | 0,00        | 83.*        |
| Kim Szunghvan (Kim Seung-Hwan) Mun Undzsin (Mun Eun-Jin) Mun Hjondzsin (Mun Hyeon-Jin) Ju Dzsongdzse (Yu Jeong-Jae) | Arizona Equador French Rapture Casual | Csapat      |           |           |           |           |           |               |            |            | 93,75   | 18.     | nem ért célba | nem ért célba | kiesett     | helyezetlen |

Lovastusa
| Versenyző                         | Ló         | Versenyszám | Díjlovaglás | Díjlovaglás | Tereplovaglás | Tereplovaglás | Tereplovaglás | Díjugratás | Díjugratás | Végeredmény | Végeredmény |
| Versenyző                         | Ló         | Versenyszám | Bünt.       | Hely.       | Bünt.         | Hely.         | Össz.         | Bünt.      | Hely.      | Bünt.       | Helyezés    |
| --------------------------------- | ---------- | ----------- | ----------- | ----------- | ------------- | ------------- | ------------- | ---------- | ---------- | ----------- | ----------- |
| Cshö Mjongdzsin (Choi Myeong-Jin) | Peppermint | Egyéni      | 58,60       | 22.         | 49,20         | 21.           | 18.           | 16,50      | 46.        | 124,30      | 20.         |

* - négy másik versenyzővel azonos eredményt ért el

## Ökölvívás
| Versenyző                         | Versenyszám     | Selejtező                                     | Nyolcaddöntő                           | Negyeddöntő                   | Elődöntő                       | Döntő             | Helyezés |
| Versenyző                         | Versenyszám     | Ellenfél Eredmény                             | Ellenfél Eredmény                      | Ellenfél Eredmény             | Ellenfél Eredmény              | Ellenfél Eredmény | Helyezés |
| --------------------------------- | --------------- | --------------------------------------------- | -------------------------------------- | ----------------------------- | ------------------------------ | ----------------- | -------- |
| Cso Dongbom (Jo Dong-Beom)        | Papírsúly       | Luigi Castiglione (ITA) · 8-2                 | Lakatos Pál (HUN) · 15-20              | kiesett                       | kiesett                        | kiesett           | 9.       |
| Han Gvanghjong (Han Gwang-Hyeong) | Légsúly         | Luiz Freitas (BRA) · 9-15                     | kiesett                                | kiesett                       | kiesett                        | kiesett           | 17.      |
| Pak Tokkju (Park Deok-Gyu)        | Pehelysúly      | erőnyerő                                      | Sandagsürengiin Erdenebat (MGL) · 13-2 | Andreas Tews (GER) · 7-17     | kiesett                        | kiesett           | 5.       |
| Hong Szongsik (Hong Seong-sik)    | Könnyűsúly      | Jun Jongcshol (Yun Yong-Chol) (PRK) · 11-2    | Artur Grigoryan (EUN) · 9-3            | Ronald Chavez (PHI) · KO      | Oscar De La Hoya (USA) · 10-11 | kiesett           |          |
| Kim Dzsegjong (Kim Jae-Gyeong)    | Kisváltósúly    | Andreas Zülow (GER) · 0-12                    | kiesett                                | kiesett                       | kiesett                        | kiesett           | 17.      |
| Cson Dzsincshol (Jeon Jin-Cheol)  | Váltósúly       | Abdellah Taouane (MAR) · 5-1                  | Juan Hernández (CUB) · RSC             | kiesett                       | kiesett                        | kiesett           | 9.       |
| Cshö Giszu (Choi Gi-su)           | Nagyváltósúly   | Orhan Delibas (NED) · 0-3                     | kiesett                                | kiesett                       | kiesett                        | kiesett           | 17.      |
| I Szungbe (Lee Seung-bae)         | Középsúly       | Michal Franek (TCH) · 6-2                     | Ricardo Araneda (CHI) · 12-8           | Alberth Papilaya (INA) · 15-3 | Ariel Hernández (CUB) · 1-14   | kiesett           |          |
| Ko Joda (Go Yo-Da)                | Félnehézsúly    | Paj Csung-kuang (Bai Chongguang) (CHN) · 18-4 | Montell Griffin (USA) · 1-16           | kiesett                       | kiesett                        | kiesett           | 9.       |
| Cshe Szongbe (Chae Seong-Bae)     | Nehézsúly       | erőnyerő                                      | Arnold Vanderlyde (NED) · 13-14        | kiesett                       | kiesett                        | kiesett           | 9.       |
| Csong Szungvon (Jeong Seung-Won)  | Szupernehézsúly | erőnyerő                                      | Brian Nielsen (DEN) · 2-16             | kiesett                       | kiesett                        | kiesett           | 9.       |

RSC - a játékvezető megállította a mérkőzést

## Öttusa
| Versenyző                                                                        | Versenyszám | Vívás    | Vívás | Vívás | Úszás  | Úszás | Úszás | Lövészet | Lövészet | Lövészet | Futás   | Futás | Futás | Lovaglás | Lovaglás | Lovaglás | Összesen    | Összesen |
| Versenyző                                                                        | Versenyszám | Pontszám | Pont  | Hely. | Idő    | Pont  | Hely. | Eredmény | Pont     | Hely.    | Idő     | Pont  | Hely. | Idő      | Pont     | Hely.    | Összes pont | Helyezés |
| -------------------------------------------------------------------------------- | ----------- | -------- | ----- | ----- | ------ | ----- | ----- | -------- | -------- | -------- | ------- | ----- | ----- | -------- | -------- | -------- | ----------- | -------- |
| Kim Inho (Kim In-Ho)                                                             | Egyéni      | 25-40    | 643   | 55.** | 3:18,6 | 1284  | 10.   | 166      | 760      | 64.      | 13:53,7 | 1066  | 41.   | 1:42,0   | 750      | 55.      | 4503        | 61.      |
| I Jongcshan (Lee Yeong-Chan)                                                     | Egyéni      | 38-27    | 864   | 9.*** | 3:24,3 | 1240  | 29.   | 184      | 1030     | 33.****  | 14:17,7 | 994   | 52.   | 1:38,2   | 1070     | 7.       | 5198        | 21.      |
| Kim Mjonggon (Kim Myeong-Geon)                                                   | Egyéni      | 35-30    | 813   | 24.** | 3:24,4 | 1240  | 30.*  | 184      | 1030     | 33.****  | 14:01,1 | 1042  | 45.   | 1:42,5   | 890      | 43.      | 5015        | 38.      |
| Kim Inho (Kim In-Ho) I Jongcshan (Lee Yeong-Chan) Kim Mjonggon (Kim Myeong-Geon) | Csapat      |          | 2320  | 13.   |        | 3764  | 3.    |          | 2820     | 15.      |         | 3102  | 13.   |          | 2710     | 9.       | 14716       | 13.      |

* - egy másik versenyzővel azonos időt ért el

** - három másik versenyzővel azonos eredményt ért el

*** - négy másik versenyzővel azonos eredményt ért el

**** - hat másik versenyzővel azonos eredményt ért el

## Röplabda

### Férfi
| Dél-koreai férfi röplabdacsapat-játékoskeret | Dél-koreai férfi röplabdacsapat-játékoskeret |
| --- | --- |
| - Kim Bjongszon (Kim Byeong-Seon) - Csin Cshanguk (Jin Chang-Uk) - Im Dohon (Im Do-Heon) - No Dzsinszu (No Jin-Su) - Pak Csongcshan (Park Jong-Chan) - Ha Dzsonghva (Ha Jong-Hwa) | - Sin Jongcshol (Sin Yeong-Cheol) - Ma Nakkil (Ma Nak-Gil) - O Ukhvan (O Uk-Hwan) - Kim Szedzsin (Kim Se-Jin) - Kang Szonghjong (Gang Seong-Hyeong) - Kim Vansik (Kim Wan-Sik) |

#### Eredmények
Csoportkör
B csoport
|                         |      | Mérkőzések | Mérkőzések | Szettek | Szettek | Szettek | Pontok | Pontok | Pontok |
| Csapat                  | Pont | Gy         | V          | Sz+     | Sz–     | SzA     | P+     | P–     | PA     |
| ----------------------- | ---- | ---------- | ---------- | ------- | ------- | ------- | ------ | ------ | ------ |
| Brazília (BRA)          | 10   | 5          | 0          | 15      | 2       | 7,500   | 248    | 165    | 1,503  |
| Kuba (CUB)              | 9    | 4          | 1          | 13      | 5       | 2,600   | 231    | 180    | 1,283  |
| Egyesített Csapat (EUN) | 8    | 3          | 2          | 11      | 7       | 1,571   | 229    | 205    | 1,117  |
| Hollandia (NED)         | 7    | 2          | 3          | 8       | 9       | 0,889   | 218    | 181    | 1,204  |
| Dél-Korea (KOR)         | 6    | 1          | 4          | 3       | 12      | 0,250   | 142    | 212    | 0,670  |
| Algéria (ALG)           | 5    | 0          | 5          | 0       | 15      | 0,000   | 100    | 225    | 0,444  |

| 1992. július 26. 21:30 | Dél-Korea (KOR)      | 0–3 | Brazília (BRA) | Játékvezető: Genaro Torres (MEX), Heiner Loose (GER) |
| 1992. július 26. 21:30 | (13–15, 14–16, 7–15) |     |                | Játékvezető: Genaro Torres (MEX), Heiner Loose (GER) |

| 1992. július 28. 21:30 | Dél-Korea (KOR)    | 0–3 | Hollandia (NED) | Játékvezető: Neill Luebke (USA), Juan Angel Pereyra (ARG) |
| 1992. július 28. 21:30 | (5–15, 5–15, 7–15) |     |                 | Játékvezető: Neill Luebke (USA), Juan Angel Pereyra (ARG) |

| 1992. július 30. 15:00 | Algéria (ALG)        | 0–3 | Dél-Korea (KOR) | Játékvezető: Umberto Suprani (ITA), Stoyan-Kostov Stoyanov (BUL) |
| 1992. július 30. 15:00 | (8–15, 11–15, 12–15) |     |                 | Játékvezető: Umberto Suprani (ITA), Stoyan-Kostov Stoyanov (BUL) |

| 1992. augusztus 1. 10:30 | Dél-Korea (KOR)     | 0–3 | Egyesített Csapat (EUN) | Játékvezető: Genaro Torres (MEX), Konstantinos Margaritis (GRE) |
| 1992. augusztus 1. 10:30 | (9–15, 6–15, 11–15) |     |                         | Játékvezető: Genaro Torres (MEX), Konstantinos Margaritis (GRE) |

| 1992. augusztus 3. 15:00 | Kuba (CUB)         | 3–0 | Dél-Korea (KOR) | Játékvezető: Goof van Velsen (NED), Shimoyama Takashi (JPN) |
| 1992. augusztus 3. 15:00 | (15–5, 15–7, 15–8) |     |                 | Játékvezető: Goof van Velsen (NED), Shimoyama Takashi (JPN) |

A 9. helyért
| 1992. augusztus 5. 17:30 | Kanada (CAN)                 | 1–3 | Dél-Korea (KOR) | Játékvezető: Goof van Velsen (NED), Heiner Loose (GER) |
| 1992. augusztus 5. 17:30 | (10–15, 15–12, 10–15, 10–15) |     |                 | Játékvezető: Goof van Velsen (NED), Heiner Loose (GER) |

| Csapat          | Helyezés |
| --------------- | -------- |
| Dél-Korea (KOR) | 9.       |

## Sportlövészet
Férfi
| Versenyző                        | Versenyszám           | Selejtező | Selejtező | Döntő   | Döntő    |
| Versenyző                        | Versenyszám           | Pont      | Helyezés  | Pont    | Helyezés |
| -------------------------------- | --------------------- | --------- | --------- | ------- | -------- |
| Pak Csongsin (Park Jong-Sin)     | Légpisztoly           | 571       | 33.*      | kiesett | kiesett  |
| Pak Csongsin (Park Jong-Sin)     | Szabadpisztoly        | 547       | 33.*      | kiesett | kiesett  |
| Kim Szonil (Kim Seon-Il)         | Szabadpisztoly        | 558       | 11.***    | kiesett | kiesett  |
| Kim Szonil (Kim Seon-Il)         | Légpisztoly           | 581       | 9.        | kiesett | kiesett  |
| Cshe Gunbe (Chae Geun-Bae)       | Légpuska              | 590       | 4.        | 687,8   | 8.       |
| Csi Dzsonggu (Ji Jong-Gu)        | Légpuska              | 586       | 21.***    | kiesett | kiesett  |
| I Uncshol (Lee Eun-Cheol)        | Sportpuska, fekvő     | 597       | 8.        | 702,5   |          |
| I Uncshol (Lee Eun-Cheol)        | Sportpuska, összetett | 1162      | 11.**     | kiesett | kiesett  |
| Csha Jongcshol (Cha Yeong-Cheol) | Sportpuska, összetett | 1158      | 17.**     | kiesett | kiesett  |
| Csha Jongcshol (Cha Yeong-Cheol) | Sportpuska, fekvő     | 594       | 18.****   | kiesett | kiesett  |

Női
| Versenyző                     | Versenyszám           | Selejtező | Selejtező | Döntő   | Döntő    |
| Versenyző                     | Versenyszám           | Pont      | Helyezés  | Pont    | Helyezés |
| ----------------------------- | --------------------- | --------- | --------- | ------- | -------- |
| I Szonbok (Lee Seon-Bok)      | Légpisztoly           | 377       | 15.****   | kiesett | kiesett  |
| Pang Hjondzsu (Bang Hyeon-Ju) | Légpisztoly           | 377       | 15.****   | kiesett | kiesett  |
| Pang Hjondzsu (Bang Hyeon-Ju) | Sportpisztoly         | 570       | 29.**     | kiesett | kiesett  |
| I Undzsu (Lee Eun-Ju)         | Légpuska              | 392       | 8.        | 492,6   | 6.       |
| Jo Gapszun (Yeo Gap-Sun)      | Légpuska              | 396       | 2.        | 498,2   |          |
| Kang Mjonga (Gang Myeong-A)   | Sportpuska, összetett | 571       | 24.**     | kiesett | kiesett  |

Nyílt
| Versenyző               | Versenyszám | Selejtező | Selejtező | Elődöntő | Elődöntő | Döntő   | Döntő    |
| Versenyző               | Versenyszám | Pont      | Helyezés  | Pont     | Helyezés | Pont    | Helyezés |
| ----------------------- | ----------- | --------- | --------- | -------- | -------- | ------- | -------- |
| Kim Gonil (Kim Geon-Il) | Trap        | 135       | 46.*      | kiesett  | kiesett  | kiesett | kiesett  |

* - egy másik versenyzővel azonos eredményt ért el

** - két másik versenyzővel azonos eredményt ért el

*** - három másik versenyzővel azonos eredményt ért el

**** - öt másik versenyzővel azonos eredményt ért el

## Súlyemelés
| Versenyző                          | Versenyszám | Szakítás                 | Szakítás                 | Lökés                    | Lökés                    | Összesen | Helyezés |
| Versenyző                          | Versenyszám | Eredmény                 | Helyezés                 | Eredmény                 | Helyezés                 | Összesen | Helyezés |
| ---------------------------------- | ----------- | ------------------------ | ------------------------ | ------------------------ | ------------------------ | -------- | -------- |
| Ko Gvanggu (Go Gwang-Gu)           | 52 kg       | 112,5                    | 6.*                      | 140,0                    | 4.                       | 252,5    | 4.       |
| Cson Bjonggvan (Jeon Byeong-Gwan)  | 56 kg       | 132,5                    | 1.                       | 155,0                    | 1.                       | 287,5    |          |
| Kim Güsik (Kim Gwi-Sik)            | 60 kg       | 115,0                    | 24.                      | 155,0                    | 10.                      | 270,0    | 12.      |
| Cshö Bjongcshan (Choi Byeong-Chan) | 75 kg       | 147,5                    | 12.                      | 182,5                    | 13.                      | 330,0    | 11.      |
| Jom Dongcshol (Yeom Dong-Cheol)    | 82,5 kg     | érvényes kísérlet nélkül | érvényes kísérlet nélkül | kiesett                  | kiesett                  | kiesett  | kiesett  |
| Kim Bjongcshan (Kim Byeong-Chan)   | 90 kg       | 170,0                    | 4.                       | 210,0                    | 4.                       | 380,0    | 4.       |
| Csong Dedzsin (Jeong Dae-Jin)      | 100 kg      | 160,0                    | 16.                      | 202,5                    | 10.                      | 362,5    | 13.      |
| Cshö Donggil (Choi Dong-Gil)       | 100 kg      | 160,0                    | 15.                      | 185,0                    | 19.                      | 345,0    | 16.      |
| Cson Szangszok (Jeon Sang-Seok)    | 110 kg      | 175,0                    | 7.                       | érvényes kísérlet nélkül | érvényes kísérlet nélkül | kiesett  | kiesett  |
| Kim Thehjon (Kim Tae-Hyeon)        | +110 kg     | érvényes kísérlet nélkül | érvényes kísérlet nélkül | kiesett                  | kiesett                  | kiesett  | kiesett  |

* - egy másik versenyzővel azonos eredményt ért el

## Tenisz
Férfi
| Versenyző                                              | Versenyszám | 64-es főtábla                      | 32-es főtábla                                                                    | Nyolcaddöntő      | Negyeddöntő       | Elődöntő          | Döntő             | Helyezés |
| Versenyző                                              | Versenyszám | Ellenfél Eredmény                  | Ellenfél Eredmény                                                                | Ellenfél Eredmény | Ellenfél Eredmény | Ellenfél Eredmény | Ellenfél Eredmény | Helyezés |
| ------------------------------------------------------ | ----------- | ---------------------------------- | -------------------------------------------------------------------------------- | ----------------- | ----------------- | ----------------- | ----------------- | -------- |
| Csang Idzsong (Jang Ui-Jong)                           | Egyes       | Jordi Arrese (ESP) · 4-6, 2-6, 2-6 | kiesett                                                                          | kiesett           | kiesett           | kiesett           | kiesett           | 33.      |
| Csang Idzsong (Jang Ui-Jong) Kim Cshivan (Kim Chi-Wan) | Páros       |                                    | Indonézia (INA) · Hary Suharyadi · Bonit Wiryawan · 1-6, 7-6(8-6), 6-4, 3-6, 2-6 | kiesett           | kiesett           | kiesett           | kiesett           | 17.      |

Női
| Versenyző                                                | Versenyszám | 64-es főtábla                        | 32-es főtábla                                             | Nyolcaddöntő      | Negyeddöntő       | Elődöntő          | Döntő             | Helyezés |
| Versenyző                                                | Versenyszám | Ellenfél Eredmény                    | Ellenfél Eredmény                                         | Ellenfél Eredmény | Ellenfél Eredmény | Ellenfél Eredmény | Ellenfél Eredmény | Helyezés |
| -------------------------------------------------------- | ----------- | ------------------------------------ | --------------------------------------------------------- | ----------------- | ----------------- | ----------------- | ----------------- | -------- |
| Kim Ilszun (Kim Il-Sun)                                  | Egyes       | Nicole Muns-Jagerman (NED) · 4-6,4-6 | kiesett                                                   | kiesett           | kiesett           | kiesett           | kiesett           | 33.      |
| Kim Ilszun (Kim Il-Sun) I Dzsongmjong (Lee Jeong-Myeong) | Páros       |                                      | Japán (JPN) · Date Kimiko · Kidovaki Maja · 2-5, feladták | kiesett           | kiesett           | kiesett           | kiesett           | 17.      |

## Tollaslabda
| Versenyző                                                       | Versenyszám | Selejtező                             | 32-es főtábla                                                   | Nyolcaddöntő                                                                            | Negyeddöntő                                                        | Elődöntő                                                                                    | Döntő                                                                                         | Helyezés |
| Versenyző                                                       | Versenyszám | Ellenfél Eredmény                     | Ellenfél Eredmény                                               | Ellenfél Eredmény                                                                       | Ellenfél Eredmény                                                  | Ellenfél Eredmény                                                                           | Ellenfél Eredmény                                                                             | Helyezés |
| --------------------------------------------------------------- | ----------- | ------------------------------------- | --------------------------------------------------------------- | --------------------------------------------------------------------------------------- | ------------------------------------------------------------------ | ------------------------------------------------------------------------------------------- | --------------------------------------------------------------------------------------------- | -------- |
| Kim Hakkjun (Kim Hak-Gyun)                                      | Férfi egyes | Thomas Reidy (USA) · visszalépett     | Árni Þór Hallgrímson (ISL) · 15-7, 18-14                        | Vu Ven-kaj (Wu Wenkai) (CHN) · 10-15, 15-7, 18-13                                       | Alan Budikusuma (INA) · 9-15, 4-15                                 | kiesett                                                                                     | kiesett                                                                                       | 5.       |
| I Gvangdzsin (Lee Gwang-Jin)                                    | Férfi egyes | Jens Olsson (SWE) · 15-5, 12-15, 5-15 | kiesett                                                         | kiesett                                                                                 | kiesett                                                            | kiesett                                                                                     | kiesett                                                                                       | 33.      |
| Pang Szuhjon (Bang Su-Hyeon)                                    | Női egyes   | erőnyerő                              | Catrine Bengtsson (SWE) · 11-7, 11-3                            | Mizui Hiszako (JPN) · 12-10, 11-1                                                       | Sarwendah Kusumawardhani (INA) · 11-2, 3-11, 12-11                 | Tang Csiu-hung (Tang Jiuhong) (CHN) · 11-3, 11-2                                            | Susi Susanti (INA) · 11-5, 5-11, 3-11                                                         |          |
| I Hungszun (Lee Heung-Sun)                                      | Női egyes   | erőnyerő                              | Rhonda Cator (AUS) · 11-1, 11-4                                 | Doris Piché (CAN) · 11-8, 11-2                                                          | Huang Hua (CHN) · 3-11, 12-10, 0-11                                | kiesett                                                                                     | kiesett                                                                                       | 5.       |
| Kim Munszu (Kim Mun-su) Pak Csubong (Park Ju-Bong)              | Férfi páros |                                       | erőnyerő                                                        | Kína (CHN) · Csen Hung-jung (Chen Hongyong) · Csen Kang (Chen Kang) · 11-15, 15-5, 15-9 | Indonézia (INA) · Rexy Mainaky · Ricky Subagja · 15-7, 15-4        | Malajzia (MAS) · Jalani Sidek Mohamed · Razif Sidek Mohamed · 15-11 15-13                   | Indonézia (INA) · Eddy Hartono · Rudy Gunawan · 15-11, 15-7                                   |          |
| I Szangbok (Lee Sang-Bok) Szon Dzsinhvan (Son Jin-Hwan)         | Férfi páros |                                       | Bulgária (BUL) · Ivan Ivanov · Jaszen Boriszov · 15-0, 15-1     | Nagy-Britannia (GBR) · Christopher Hunt · Andy Goode · 15-2, 7-15, 15-4                 | Indonézia (INA) · Eddy Hartono · Rudy Gunawan · 4-15, 15-18        | kiesett                                                                                     | kiesett                                                                                       | 5.       |
| Hvang Hjejong (Hwang Hye-Yeong ) Csong Szojong (Jeong So-Yeong) | Női páros   |                                       | erőnyerő                                                        | Japán (JPN) · Kóhara Harumi · Mizui Hiszako · 15-11, 15-2                               | Nagy-Britannia (GBR) · Julie Bradbury · Gillian Clark · 15-5, 15-5 | Kína (CHN) · Lin Jen-fen (Lin Yanfen) · Jao Fen (Yao Fen) · 15-9 15-8                       | Kína (CHN) · Kuan Vej-csen (Guan Weizhen) · Nung Csün-hua (Nong Qunhua) · 18-16, 12-15, 15-13 |          |
| Kil Jonga (Gir Yeong-A) Sim Undzsong (Sim Eun-Jeong)            | Női páros   |                                       | Új-Zéland (NZL) · Sharon Jenkins · Rhona Robertson · 15-4, 15-2 | Thaiföld (THA) · Ladawan Mulasartsatorn · Piyathip Sansaniyakulvilai · 15-8, 15-6       | Indonézia (INA) · Aadjijatmiko Finarsih · Lili Tampi · 18-8, 15-3  | Kína (CHN) · Kuan Vej-csen (Guan Weizhen) · Nung Csün-hua (Nong Qunhua) · 12-15, 15-2, 8-15 | kiesett                                                                                       |          |

## Torna
Férfi
| Versenyző | Versenyszám      | Selejtező | Selejtező | Döntő    | Döntő    |
| Versenyző | Versenyszám      | Pontszám  | Helyezés  | Pontszám | Helyezés |
| --- | ---------------- | --------- | --------- | -------- | -------- |
| Han Junszu (Han Yun-Su) | Talaj            | 19,100    | 36.       | kiesett  | kiesett  |
| Han Junszu (Han Yun-Su) | Ugrás            | 18,900    | 47.       | kiesett  | kiesett  |
| Han Junszu (Han Yun-Su) | Korlát           | 19,125    | 24.       | kiesett  | kiesett  |
| Han Junszu (Han Yun-Su) | Nyújtó           | 19,200    | 28.       | kiesett  | kiesett  |
| Han Junszu (Han Yun-Su) | Gyűrű            | 18,950    | 55.       | kiesett  | kiesett  |
| Han Junszu (Han Yun-Su) | Lólengés         | 18,550    | 69.       | kiesett  | kiesett  |
| Han Junszu (Han Yun-Su) | Egyéni összetett | 113,825   | 40.       | 57,650   | 9.*      |
| Han Gvangho (Han Gwang-Ho) | Talaj            | 18,750    | 65.       | kiesett  | kiesett  |
| Han Gvangho (Han Gwang-Ho) | Ugrás            | 18,625    | 73.       | kiesett  | kiesett  |
| Han Gvangho (Han Gwang-Ho) | Korlát           | 18,800    | 54.       | kiesett  | kiesett  |
| Han Gvangho (Han Gwang-Ho) | Nyújtó           | 18,650    | 67.       | kiesett  | kiesett  |
| Han Gvangho (Han Gwang-Ho) | Gyűrű            | 18,775    | 66.       | kiesett  | kiesett  |
| Han Gvangho (Han Gwang-Ho) | Lólengés         | 18,750    | 57.       | kiesett  | kiesett  |
| Han Gvangho (Han Gwang-Ho) | Egyéni összetett | 112,350   | 64.       | kiesett  | kiesett  |
| Jo Hongcshol (Yeo Hong-Cheol) | Talaj            | 18,625    | 72.       | kiesett  | kiesett  |
| Jo Hongcshol (Yeo Hong-Cheol) | Ugrás            | 19,175    | 11.       | kiesett  | kiesett  |
| Jo Hongcshol (Yeo Hong-Cheol) | Korlát           | 18,650    | 67.       | kiesett  | kiesett  |
| Jo Hongcshol (Yeo Hong-Cheol) | Nyújtó           | 18,650    | 67.       | kiesett  | kiesett  |
| Jo Hongcshol (Yeo Hong-Cheol) | Gyűrű            | 17,125    | 90.       | kiesett  | kiesett  |
| Jo Hongcshol (Yeo Hong-Cheol) | Lólengés         | 18,300    | 78.       | kiesett  | kiesett  |
| Jo Hongcshol (Yeo Hong-Cheol) | Egyéni összetett | 110,525   | 81.       | kiesett  | kiesett  |
| Csong Dzsinszu (Jeong Jin-Su) | Talaj            | 19,350    | 13.       | kiesett  | kiesett  |
| Csong Dzsinszu (Jeong Jin-Su) | Ugrás            | 18,900    | 47.       | kiesett  | kiesett  |
| Csong Dzsinszu (Jeong Jin-Su) | Korlát           | 19,100    | 29.       | kiesett  | kiesett  |
| Csong Dzsinszu (Jeong Jin-Su) | Nyújtó           | 18,900    | 56.       | kiesett  | kiesett  |
| Csong Dzsinszu (Jeong Jin-Su) | Gyűrű            | 19,300    | 25.       | kiesett  | kiesett  |
| Csong Dzsinszu (Jeong Jin-Su) | Lólengés         | 18,075    | 84.       | kiesett  | kiesett  |
| Csong Dzsinszu (Jeong Jin-Su) | Egyéni összetett | 113,625   | 45.       | kiesett  | kiesett  |
| Ju Ongnjol (Yu Ongnyeol) | Talaj            | 19,450    | 8.        | 9,775    | 4.       |
| Ju Ongnjol (Yu Ongnyeol) | Ugrás            | 19,500    | 3.        | 9,762    |          |
| Ju Ongnjol (Yu Ongnyeol) | Korlát           | 18,825    | 52.       | kiesett  | kiesett  |
| Ju Ongnjol (Yu Ongnyeol) | Nyújtó           | 19,150    | 35.       | kiesett  | kiesett  |
| Ju Ongnjol (Yu Ongnyeol) | Gyűrű            | 19,450    | 13.       | kiesett  | kiesett  |
| Ju Ongnjol (Yu Ongnyeol) | Lólengés         | 18,650    | 63.       | kiesett  | kiesett  |
| Ju Ongnjol (Yu Ongnyeol) | Egyéni összetett | 115,025   | 19.       | 56,900   | 23.*     |
| I Dzsuhjong (Lee Ju-Hyeong) | Talaj            | 19,250    | 20.       | kiesett  | kiesett  |
| I Dzsuhjong (Lee Ju-Hyeong) | Ugrás            | 19,100    | 19.       | kiesett  | kiesett  |
| I Dzsuhjong (Lee Ju-Hyeong) | Korlát           | 19,225    | 17.       | kiesett  | kiesett  |
| I Dzsuhjong (Lee Ju-Hyeong) | Nyújtó           | 18,825    | 61.       | kiesett  | kiesett  |
| I Dzsuhjong (Lee Ju-Hyeong) | Gyűrű            | 19,100    | 38.       | kiesett  | kiesett  |
| I Dzsuhjong (Lee Ju-Hyeong) | Lólengés         | 18,875    | 45.       | kiesett  | kiesett  |
| I Dzsuhjong (Lee Ju-Hyeong) | Egyéni összetett | 114,375   | 34.       | 57,675   | 8.       |
| Han Junszu (Han Yun-Su) Han Gvangho (Han Gwang-Ho) Jo Hongcshol (Yeo Hong-Cheol) Csong Dzsinszu (Jeong Jin-Su) Ju Ongnjol (Yu Ongnyeol) I Dzsuhjong (Lee Ju-Hyeong) | Csapat összetett |           |           | 570,850  | 8.       |

Női
| Versenyző                  | Versenyszám      | Selejtező | Selejtező | Döntő    | Döntő    |
| Versenyző                  | Versenyszám      | Pontszám  | Helyezés  | Pontszám | Helyezés |
| -------------------------- | ---------------- | --------- | --------- | -------- | -------- |
| I Higjong (Lee Hui-Gyeong) | Talaj            | 17,887    | 90.       | kiesett  | kiesett  |
| I Higjong (Lee Hui-Gyeong) | Ugrás            | 19,550    | 37.       | kiesett  | kiesett  |
| I Higjong (Lee Hui-Gyeong) | Felemás korlát   | 18,937    | 74.       | kiesett  | kiesett  |
| I Higjong (Lee Hui-Gyeong) | Gerenda          | 18,625    | 76.       | kiesett  | kiesett  |
| I Higjong (Lee Hui-Gyeong) | Egyéni összetett | 74,999    | 86.       | kiesett  | kiesett  |
| Min Ajong (Min A-Yeong)    | Talaj            | 18,312    | 89.       | kiesett  | kiesett  |
| Min Ajong (Min A-Yeong)    | Ugrás            | 19,187    | 83.       | kiesett  | kiesett  |
| Min Ajong (Min A-Yeong)    | Felemás korlát   | 18,112    | 91.       | kiesett  | kiesett  |
| Min Ajong (Min A-Yeong)    | Gerenda          | 18,212    | 85.       | kiesett  | kiesett  |
| Min Ajong (Min A-Yeong)    | Egyéni összetett | 73,823    | 88.       | kiesett  | kiesett  |

* - egy másik versenyzővel azonos eredményt ért el

### Ritmikus gimnasztika
| Versenyző                    | Versenyszám | Selejtező | Selejtező | Selejtező | Selejtező | Selejtező | Selejtező | Selejtező | Selejtező | Selejtező | Selejtező | Döntő   | Döntő   | Döntő   | Döntő   | Döntő    | Döntő    | Döntő   | Döntő   | Döntő    | Döntő    | Helyezés |
| Versenyző                    | Versenyszám | Karika    | Karika    | Kötél     | Kötél     | Buzogány  | Buzogány  | Labda     | Labda     | Összesen  | Összesen  | Karika  | Karika  | Kötél   | Kötél   | Buzogány | Buzogány | Labda   | Labda   | Összesen | Összesen | Helyezés |
| Versenyző                    | Versenyszám | Pont      | Hely.     | Pont      | Hely.     | Pont      | Hely.     | Pont      | Hely.     | Pont      | Hely.     | Pont    | Hely.   | Pont    | Hely.   | Pont     | Hely.    | Pont    | Hely.   | Pont     | Hely.    | Helyezés |
| ---------------------------- | ----------- | --------- | --------- | --------- | --------- | --------- | --------- | --------- | --------- | --------- | --------- | ------- | ------- | ------- | ------- | -------- | -------- | ------- | ------- | -------- | -------- | -------- |
| Jun Bjonghi (Yun Byeong-Hui) | Egyéni      | 9,075     | 29.*      | 9,225     | 15.*      | 8,750     | 30.*      | 8,450     | 40.       | 35,500    | 34.       | kiesett | kiesett | kiesett | kiesett | kiesett  | kiesett  | kiesett | kiesett | kiesett  | kiesett  | 34.      |
| Kim Jugjong (Kim Yu-Gyeong)  | Egyéni      | 8,875     | 38.       | 8,875     | 33.**     | 8,850     | 26.*      | 8,775     | 35.       | 35,375    | 35.       | kiesett | kiesett | kiesett | kiesett | kiesett  | kiesett  | kiesett | kiesett | kiesett  | kiesett  | 35.      |

## Úszás
Férfi
| Versenyző                      | Versenyszám  | Előfutam | Előfutam | Előfutam | Döntő   | Döntő   | Döntő   | Helyezés |
| Versenyző                      | Versenyszám  | Idő      | Hely.    | Össz.    | Típus   | Idő     | Hely.   | Helyezés |
| ------------------------------ | ------------ | -------- | -------- | -------- | ------- | ------- | ------- | -------- |
| Pang Szunghun (Bang Seung-Hun) | 400 m gyors  | 4:00,43  | 5.       | 32.      | kiesett | kiesett | kiesett | kiesett  |
| Pang Szunghun (Bang Seung-Hun) | 1500 m gyors | 16:04,31 | 3.       | 26.      | kiesett | kiesett | kiesett | kiesett  |
| Csi Szangdzsun (Ji Sang-Jun)   | 100 m hát    | 58,62    | 8.       | 40.      | kiesett | kiesett | kiesett | kiesett  |
| Csi Szangdzsun (Ji Sang-Jun)   | 200 m hát    | 2:05,56  | 4.       | 29.      | kiesett | kiesett | kiesett | kiesett  |

Női
| Versenyző                  | Versenyszám | Előfutam | Előfutam | Előfutam | Döntő   | Döntő   | Döntő   | Helyezés |
| Versenyző                  | Versenyszám | Idő      | Hely.    | Össz.    | Típus   | Idő     | Hely.   | Helyezés |
| -------------------------- | ----------- | -------- | -------- | -------- | ------- | ------- | ------- | -------- |
| I Cshangha (Lee Chang-ha)  | 100 m hát   | 1:06,08  | 5.       | 35.      | kiesett | kiesett | kiesett | kiesett  |
| I Cshangha (Lee Chang-ha)  | 200 m hát   | 2:18,33  | 2.       | 28.      | kiesett | kiesett | kiesett | kiesett  |
| Pak Mijong (Park Mi-Yeong) | 100 m mell  | 1:13,49  | 7.       | 26.      | kiesett | kiesett | kiesett | kiesett  |
| Pak Mijong (Park Mi-Yeong) | 200 m mell  | 2:35,33  | 8.       | 23.      | kiesett | kiesett | kiesett | kiesett  |

## Vitorlázás
Férfi
| Versenyző                                            | Versenyszám     | Futam | Futam  | Futam  | Futam | Futam | Futam | Futam | Futam | Futam | Futam | Pontszám | Helyezés |
| Versenyző                                            | Versenyszám     | 1     | 2      | 3      | 4     | 5     | 6     | 7     | 8     | 9     | 10    | Pontszám | Helyezés |
| ---------------------------------------------------- | --------------- | ----- | ------ | ------ | ----- | ----- | ----- | ----- | ----- | ----- | ----- | -------- | -------- |
| Szo Jonggun (Seo Yong-Geun)                          | Szörfvitorlázás | 27,0  | 30,0   | (37,0) | 26,0  | 32,0  | 25,0  | 36,0  | 35,0  | 15,0  | 29,0  | 255,0    | 27.      |
| Jun Cshol (Yun Cheol) Csong Szongan (Jeong Seong-An) | 470-es osztály  | 28,0  | (44,0) | 44,0   | 17,0  | 20,0  | 18,0  | 18,0  |       |       |       | 145,0    | 22.      |

## Vívás
Férfi
| Versenyző | Versenyszám       | Csoportkör | Csoportkör | Selejtező                               | 32-es főtábla                            | Egyenes ág a negyeddöntőért | Egyenes ág a negyeddöntőért | Vigaszág a negyeddöntőért               | Vigaszág a negyeddöntőért | Vigaszág a negyeddöntőért | Vigaszág a negyeddöntőért | Negyeddöntő       | Elődöntő                                     | Döntő                                  | Helyezés |
| Versenyző | Versenyszám       | Csoportkör | Csoportkör | Selejtező                               | 32-es főtábla                            | 1. kör                      | 2. kör                      | 1. kör                                  | 2. kör                    | 3. kör                    | 4. kör                    | Negyeddöntő       | Elődöntő                                     | Döntő                                  | Helyezés |
| Versenyző | Versenyszám       | Ellenfél Eredmény | Hely.      | Ellenfél Eredmény                       | Ellenfél Eredmény                        | Ellenfél Eredmény           | Ellenfél Eredmény           | Ellenfél Eredmény                       | Ellenfél Eredmény         | Ellenfél Eredmény         | Ellenfél Eredmény         | Ellenfél Eredmény | Ellenfél Eredmény                            | Ellenfél Eredmény                      | Helyezés |
| --- | ----------------- | --- | ---------- | --------------------------------------- | ---------------------------------------- | --------------------------- | --------------------------- | --------------------------------------- | ------------------------- | ------------------------- | ------------------------- | ----------------- | -------------------------------------------- | -------------------------------------- | -------- |
| Ju Bonghjong (Yu Bong-Hyeong) | Tőr, egyéni       | 5. csoport · Szerhij Holubickij (EUN) · 1-5 · Patrick Groc (FRA) · 1-5 · Ola Kajbjer (SWE) · 5-2 · William Gosbee (GBR) · 5-0 · Alberto González (ARG) · 5-2                                                | 3.         | Benoît Giasson (CAN) · 5-1, 5-1         | Szerhij Holubickij (EUN) · 5-2, 4-6, 0-5 |                             |                             | William Gosbee (GBR) · 5-1, 5-6, 5-6    | kiesett                   | kiesett                   | kiesett                   | kiesett           | kiesett                                      | kiesett                                | 26.      |
| Kim Jongho (Kim Yeong-Ho) | Tőr, egyéni       | 1. csoport · Je Csung (Ye Chong) (CHN) · 2-5 · Vjacseszlav Grigorjev (EUN) · 1-5 · Michael Marx (USA) · 2-5 · Thorsten Weidner (GER) · 5-3 · Walter Torres (PHI) · 5-0 · Tan Kim Huat (SIN) · 5-2           | 5.         | Michael Ludwig (AUT) · 2-5, 5-1, 4-6    | kiesett                                  | kiesett                     | kiesett                     | kiesett                                 | kiesett                   | kiesett                   | kiesett                   | kiesett           | kiesett                                      | kiesett                                | 37.      |
| Kim Szungphjo (Kim Seung-Pyo) | Tőr, egyéni       | 2. csoport · Dmitrij Sevcsenko (EUN) · 1-5 · Marian Sypniewski (POL) · 4-5 · Kiss Róbert (HUN) · 1-5 · Vang Li-hung (Wang Lihong) (CHN) · 4-5 · Zaddick Longenbach (USA) · 5-4 · José Guimarães (POR) · 5-4 | 6.         | kiesett                                 | kiesett                                  | kiesett                     | kiesett                     | kiesett                                 | kiesett                   | kiesett                   | kiesett                   | kiesett           | kiesett                                      | kiesett                                | 47.      |
| Csang Theszok (Jang Tae-Seok) | Párbajtőr, egyéni | 9. csoport · Kaido Kaaberma (EST) · 2-5 · Robert Davidson (AUS) · 4-5 · Kovács Iván (HUN) · 5-3 · Witold Gadomski (POL) · 5-2 · Tan Kim Huat (SIN) · 5-1 · Jon Normile (USA) · 3-5                          | 4.         | Maciej Ciszewski (POL) · 6-4, 6-5       | Elmar Borrmann (GER) · 2-5, 3-5          |                             |                             | Maurizio Randazzo (ITA) · 5-3, 2-5, 2-5 | kiesett                   | kiesett                   | kiesett                   | kiesett           | kiesett                                      | kiesett                                | 30.      |
| Kim Dzsonggvan (Kim Jeong-Gwan) | Párbajtőr, egyéni | 8. csoport · Jean-Michel Henry (FRA) · 5-3 · André Kuhn (SUI) · 5-4 · Ulf Sandegren (SWE) · 5-0 · Heinrich van Garderen (RSA) · 5-1 · Jean-Marc Chouinard (CAN) · 1-5 · Sławomir Nawrocki (POL) · 5-5       | 2.         | Sławomir Nawrocki (POL) · 1-5, 2-5      | kiesett                                  | kiesett                     | kiesett                     | kiesett                                 | kiesett                   | kiesett                   | kiesett                   | kiesett           | kiesett                                      | kiesett                                | 33.      |
| I Szanggi (Lee Sang-gi) | Párbajtőr, egyéni | 6. csoport · Elmar Borrmann (GER) · 1-5 · Olivier Lenglet (FRA) · 4-5 · Roman Ječmínek (TCH) · 5-4 · Scott Arnold (AUS) · 5-0 · Záhi el-Húri (LIB) · 5-3 · Trevor Strydom (RSA) · 5-2                       | 3.         | Mohammed el-Hamar (KUW) · 5-1, 4-6, 6-5 | Kaido Kaaberma (EST) · 2-5, 3-5          |                             |                             | Kulcsár Krisztián (HUN) · 4-6, 3-5      | kiesett                   | kiesett                   | kiesett                   | kiesett           | kiesett                                      | kiesett                                | 27.      |
| Ju Bjonghjong (Yu Bong-Hyeong) Kim Jongho (Kim Yeong-Ho) Kim Szungphjo (Kim Seung-Pyo) I Hoszong (Lee Ho-Seong) I Szungjong (Lee Seung-Yong) | Tőr, csapat       | 4. csoport · Németország (GER) · 2-9 · Ausztria (AUT) · 9-4 | 2.         |                                         |                                          |                             |                             |                                         |                           |                           |                           | Kuba (CUB) · 8-8  | 5–8. helyért · Egyesített Csapat (EUN) · 3-9 | 7. helyért · Franciaország (FRA) · 2-9 | 8.       |
| Csang Theszok (Jang Tae-seok) Kim Dzsonggvan (Kim Jeong-Gwan) I Szanggi (Lee Sang-gi) Ku Gjodong (Gu Gyo-Dong) I Szangjop (Lee Sang-Yeop)    | Párbajtőr, csapat | 1. csoport · Franciaország (FRA) · 5-9 · Svédország (SWE) · 2-9 | 3.         |                                         |                                          |                             |                             |                                         |                           |                           |                           | kiesett           | kiesett                                      | kiesett                                | 10.      |

Női
| Versenyző | Versenyszám  | Csoportkör | Csoportkör | Selejtező         | 32-es főtábla                                       | Egyenes ág a negyeddöntőért       | Egyenes ág a negyeddöntőért | Vigaszág a negyeddöntőért                   | Vigaszág a negyeddöntőért              | Vigaszág a negyeddöntőért          | Vigaszág a negyeddöntőért | Negyeddöntő       | Elődöntő          | Döntő             | Helyezés |
| Versenyző | Versenyszám  | Csoportkör | Csoportkör | Selejtező         | 32-es főtábla                                       | 1. kör                            | 2. kör                      | 1. kör                                      | 2. kör                                 | 3. kör                             | 4. kör                    | Negyeddöntő       | Elődöntő          | Döntő             | Helyezés |
| Versenyző | Versenyszám  | Ellenfél Eredmény | Hely.      | Ellenfél Eredmény | Ellenfél Eredmény                                   | Ellenfél Eredmény                 | Ellenfél Eredmény           | Ellenfél Eredmény                           | Ellenfél Eredmény                      | Ellenfél Eredmény                  | Ellenfél Eredmény         | Ellenfél Eredmény | Ellenfél Eredmény | Ellenfél Eredmény | Helyezés |
| --- | ------------ | --- | ---------- | ----------------- | --------------------------------------------------- | --------------------------------- | --------------------------- | ------------------------------------------- | -------------------------------------- | ---------------------------------- | ------------------------- | ----------------- | ----------------- | ----------------- | -------- |
| I Dzsongszuk (I Jeong-Suk) | Tőr, egyéni  | 1. csoport · Monika Maciejewska (POL) · 4-5 · Thalie Tremblay (CAN) · 2-5 · Margherita Zalaffi (ITA) · 5-2 · Gisèle Meygret (FRA) · 5-2 · Heidi Botha (RSA) · 5-0 · Takajanagi Júko (JPN) · 3-5                                                         | 4.         | erőnyerő          | Vang Huj-feng (Wang Hui-feng) (CHN) · 5-3, 2-5, 1-5 |                                   |                             | Rosa María Castillejo (ESP) · 5-2, 3-5, 6-5 | Barbara Wolnicka (POL) · 5-2, 5-3      | Anna Sobczak (POL) · 6-4, 5-6, 5-6 | kiesett                   | kiesett           | kiesett           | kiesett           | 16.      |
| Kim Dzsinszun (Kim Jin-Sun) | Tőr, egyéni  | 3. csoport · Jelena Glikina (EUN) · 1-5 · Barbara Wolnicka (POL) · 1-5 · Claudia Grigorescu (ROU) · 1-5 · Sabine Bau (GER) · 5-4 · Molly Sullivan (USA) · 1-5                                                                                           | 5.         | kiesett           | kiesett                                             | kiesett                           | kiesett                     | kiesett                                     | kiesett                                | kiesett                            | kiesett                   | kiesett           | kiesett           | kiesett           | 37.*     |
| Sin Szongdzsa (Sin Seong-Ja) | Tőr, egyéni  | 2. csoport · Isabelle Spennato (FRA) · nincs adat · Francesca Bortolozzi (ITA) · nincs adat · Tatyjana Szadovszkaja (EUN) · nincs adat · Tamara Savić-Šotra (IOP) · nincs adat · Andrea Chiuchich (ARG) · nincs adat · Rencia Nasson (RSA) · nincs adat | 1.         | erőnyerő          | Gisèle Meygret (FRA) · 5-3, 3-5, 6-4                | Reka Lazăr-Szabo (ROU) · 4-6, 4-6 |                             |                                             | Tatyjana Szadovszkaja (EUN) · 3-5, 2-5 | kiesett                            | kiesett                   | kiesett           | kiesett           | kiesett           | 18.      |
| I Dzsongszuk (I Jeong-Suk) Csang Migjong (Jang Mi-Gyeong) Cson Migjong (Jeon Mi-Gyeong) Kim Dzsinszun (Kim Jin-Sun) Sin Szongdzsa (Sin Seong-Ja) | Kard, csapat | 1. csoport · Olaszország (ITA) · 1-9 · Lengyelország (POL) · 4-9 | 3.         |                   |                                                     |                                   |                             |                                             |                                        |                                    |                           | kiesett           | kiesett           | kiesett           | 10.      |

* - egy másik versenyzővel azonos eredményt ért el